# Ahorne
Die Ahorne (Acer) bilden eine Pflanzengattung in der Unterfamilie der Rosskastaniengewächse (Hippocastanoideae) innerhalb der Familie der Seifenbaumgewächse (Sapindaceae). Je nach Autor gibt es 110 bis 200 Ahorn-Arten. Sie sind in gemäßigten und tropischen Gebieten in Eurasien, Nordafrika, Zentral- und Nordamerika weit verbreitet. 

## Beschreibung

### Erscheinungsbild und Blätter

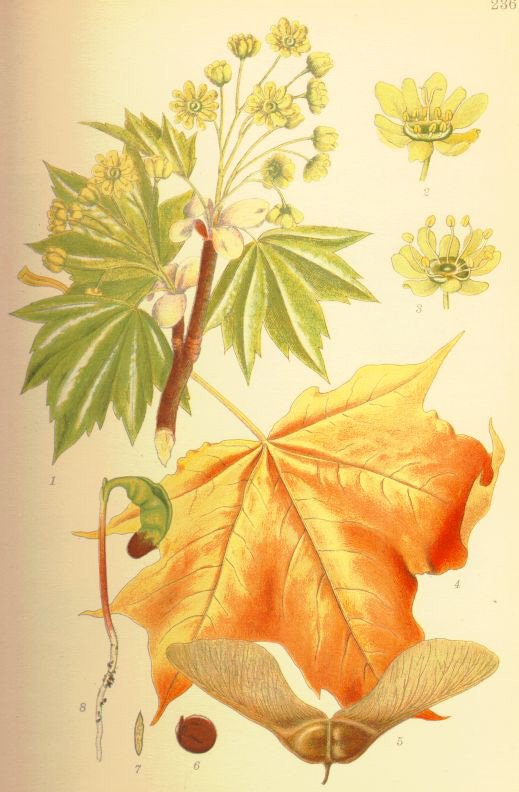
Illustration des Spitz-Ahorns (Acer platanoides)

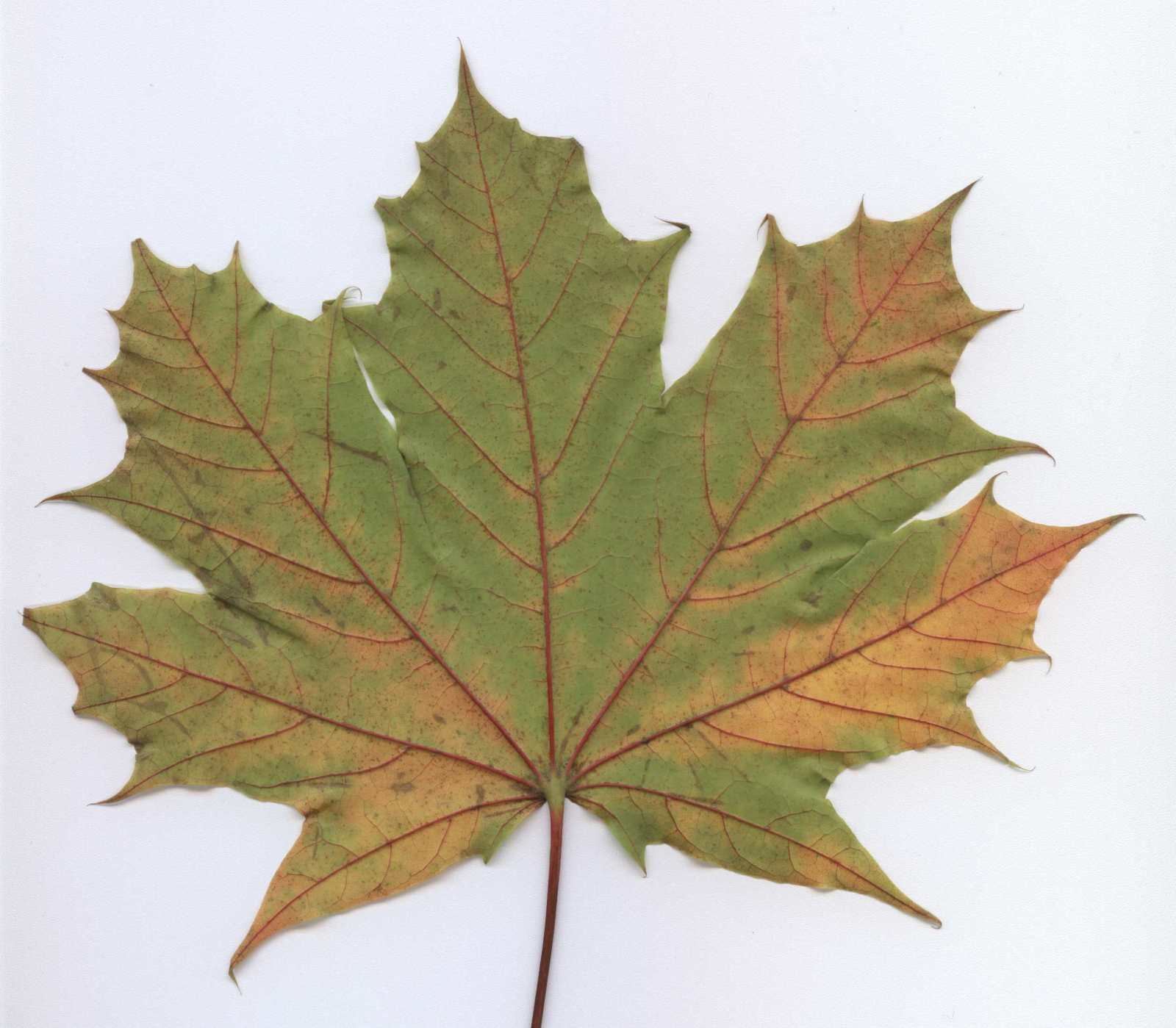
Gestieltes Laubblatt des Spitz-Ahorns

Bis auf zwei Arten sind Ahorn-Arten sommergrüne Bäume oder Sträucher.
Die gegenständig an den Zweigen angeordneten Laubblätter sind in Blattstiel und -spreite gegliedert. Die meist einfache Blattspreite ist meist handförmig gelappt. Manche Arten besitzen unpaarig gefiederte Blattspreiten, mit drei oder fünf Blättchen, zum Beispiel der Eschen-Ahorn (Acer negundo). Es liegt meist eine handförmige Nervatur vor, selten ist Fiedernervatur. Der Blattrand ist ganz oder gesägt bis gezähnt. Es sind keine Nebenblätter vorhanden. Das Laub vieler Arten besitzt eine intensive Herbstfärbung. Bei einigen Arten kommt Marzeszenz bei den Blättern vor.

### Blütenstände und Blüten

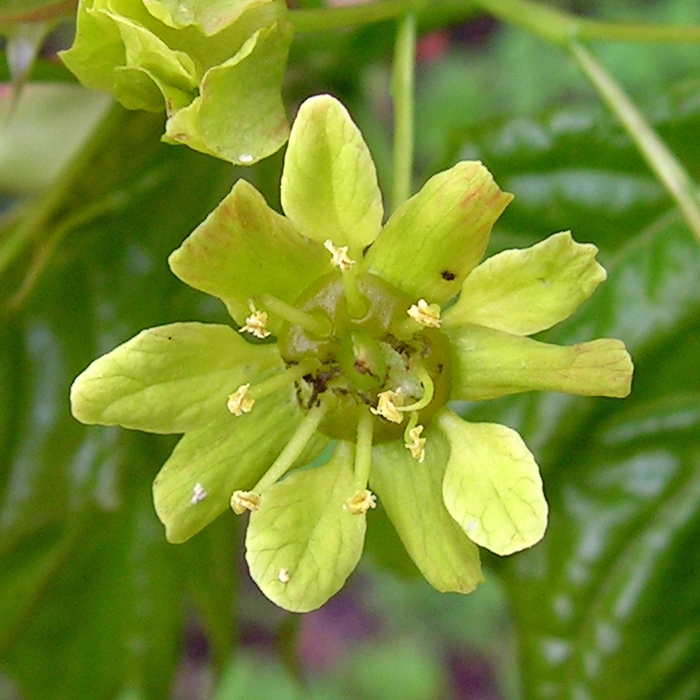
Blüte des Spitz-Ahorns

Ahorne sind ein- oder zweihäusig und öfters dichogam. Die Blüten stehen in schirmrispigen, -traubigen oder doldigen, büscheligen, zymösen, seltener traubigen oder rispigen Blütenständen zusammen.
Die Blüten sind selten zwittrig, sondern meist funktional eingeschlechtig. Die radiärsymmetrischen Blüten sind meist fünfzählig, nur selten vier- oder sechszählig, mit doppelter Blütenhülle (Perianth). Es sind meist fünf, selten vier oder sechs Kelchblätter vorhanden. Es sind meist fünf, selten vier oder sechs Kronblätter vorhanden, selten fehlen sie. Es sind meist acht, selten vier, fünf, zehn oder zwölf, selten sechs oder sieben freie Staubblätter vorhanden. Zwei Fruchtblätter sind zu einem oberständigen Fruchtknoten verwachsen. Je Fruchtblatt gibt es selten eine, meist zwei Samenanlagen. Der Griffel ist meist zweigabelig und es sind zwei Narben vorhanden. Es ist meist ein Diskus vorhanden.
Die Blütenformel lautet:   {\displaystyle *\;K_{5}\;C_{5}\;A_{4-12}\;G_{\underline {(2)}}}.

### Früchte und Samen
Es werden Spaltfrüchte gebildet, die als zwei geflügelte Nussfrüchte (Samara) abfallen. Ahorne neigen zu Parthenokarpie, es werden also keine Samen gebildet.
Beim ausgereiften Samen ist kein Endosperm vorhanden. Der öl- oder stärkehaltige Embryo besitzt eine verlängerte Radicula und zwei flache oder gefaltete, grüne Keimblätter (Kotyledonen).

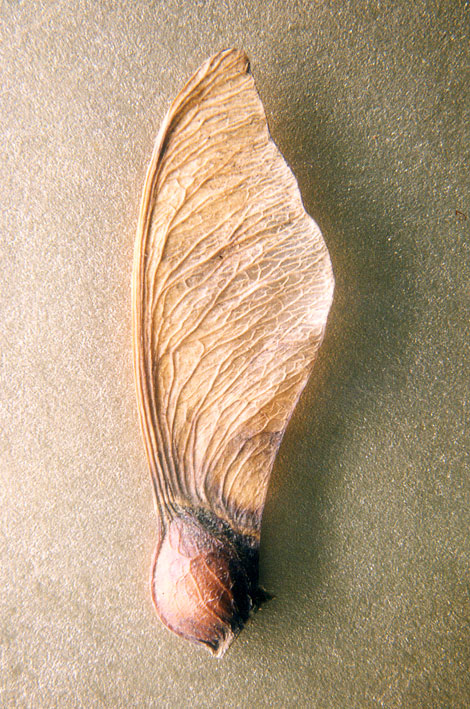
Geflügelte Frucht des Berg-Ahorns
- 3D-Rendering eines µCT-Scans einer geflügelten Ahornfrucht, Auflösung ca. 45 µm/Voxel

### Chromosomensätze
Die Chromosomengrundzahl beträgt x = 13; es liegt meist Diploidie mit einer Chromosomenzahl von 2n = 26 vor.

## Ökologie
Man unterscheidet zwischen insekten- und windbestäubten Arten. Bei insektenbestäubten (Entomophilie) Arten ist am Grunde der Blüten ein Diskus vorhanden, denn er dient der Anlockung von Insekten.
Die Teilfrucht führt durch ihre spezielle aerodynamische Form (Monopteros) beim Herunterfallen zu Autorotation, dieses bewirkt ein langsameres Absinken der Samen und eine großflächige Verteilung der Diasporen durch den Wind.

## Verbreitung und Evolution

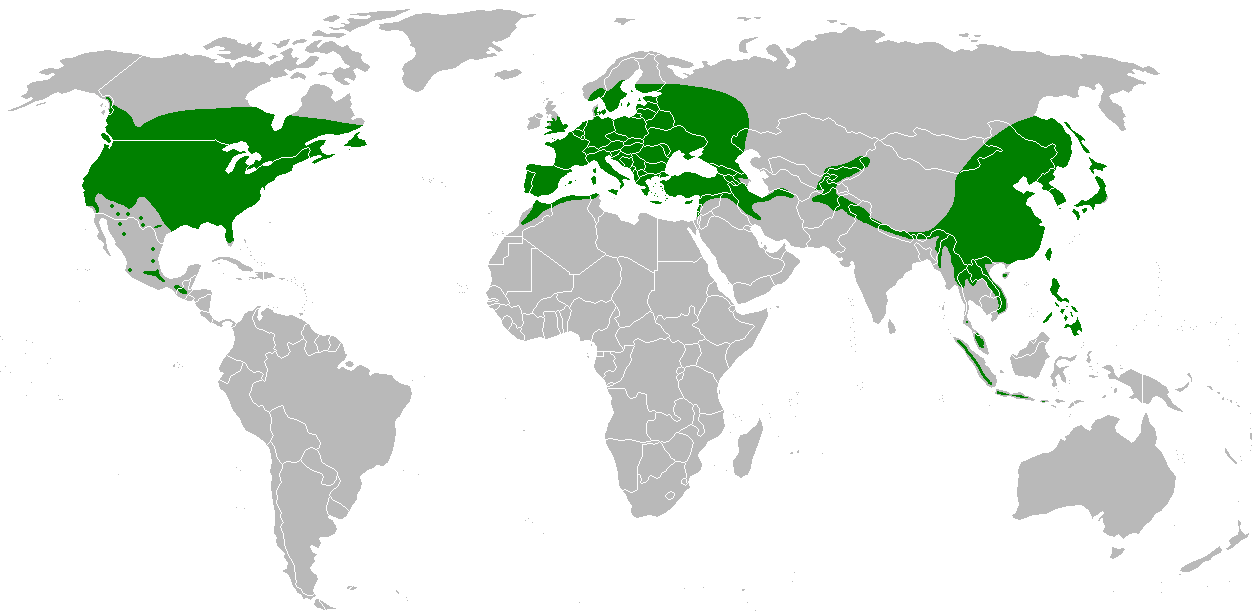
Verbreitung der Gattung Acer

Die Gattung Acer ist auf der Nordhalbkugel weitverbreitet, vor allem in Eurasien und Nordamerika, hinzu kommen kleinere Gebiete in Nordafrika und Zentralamerika. Ihre Arten gedeihen in gemäßigten, subtropischen und tropischen Gebieten, in den Tropen aber nur im Gebirge. Viele rezente Ahorn-Arten weisen eine holarktische Verbreitung auf. 80 % der etwa 129 bis 156 Arten (Stand 2020) kommen in Asien vor. 99 Arten kommen in der Volksrepublik China vor, 61 davon nur dort. 13 Arten kommen in Nepal und acht Arten in Pakistan vor. Weniger als 20 % der Arten haben ihre Verbreitungsgebiete in Nordamerika.
Seit den Eiszeiten sind in Europa nur noch wenige Ahorn-Arten heimisch. Im deutschen Sprachraum kommen neben Spitz-Ahorn (Acer platanoides), Berg-Ahorn (Acer pseudoplatanus) und Feld-Ahorn (Acer campestre) auch Französischer Ahorn (Acer monspessulanum), Schneeball-Ahorn (Acer opalus) und Tatarischer Steppen-Ahorn (Acer tataricum) wild vor.
Die initiale Radiation innerhalb der Gattung Acer erfolgte am Ende der Kreidezeit vor etwa 65 Millionen Jahren. Fossilfunde von Laubblättern und Früchten erlauben die Entwicklung der Gattung Acer durch die darauffolgenden geologischen Epochen gut nachzuverfolgen. Die ältesten Fundorte sind nicht deckungsgleich mit dem Zentrum der Artenvielfalt der rezenten Arten. Der älteste Fossilfund stammt aus Alaska des Tertiärs. Die rezenten Arten, die in Nordamerika, in Europa und im Mittelmeerraum vorkommen, stammen aus Wanderbewegungen aus Asien seit dem Miozän. Das Zentrum der Artenvielfalt und die Areale der ursprünglichsten Arten zeigen dennoch, dass der Ursprung der Gattung Acer in Asien liegt.

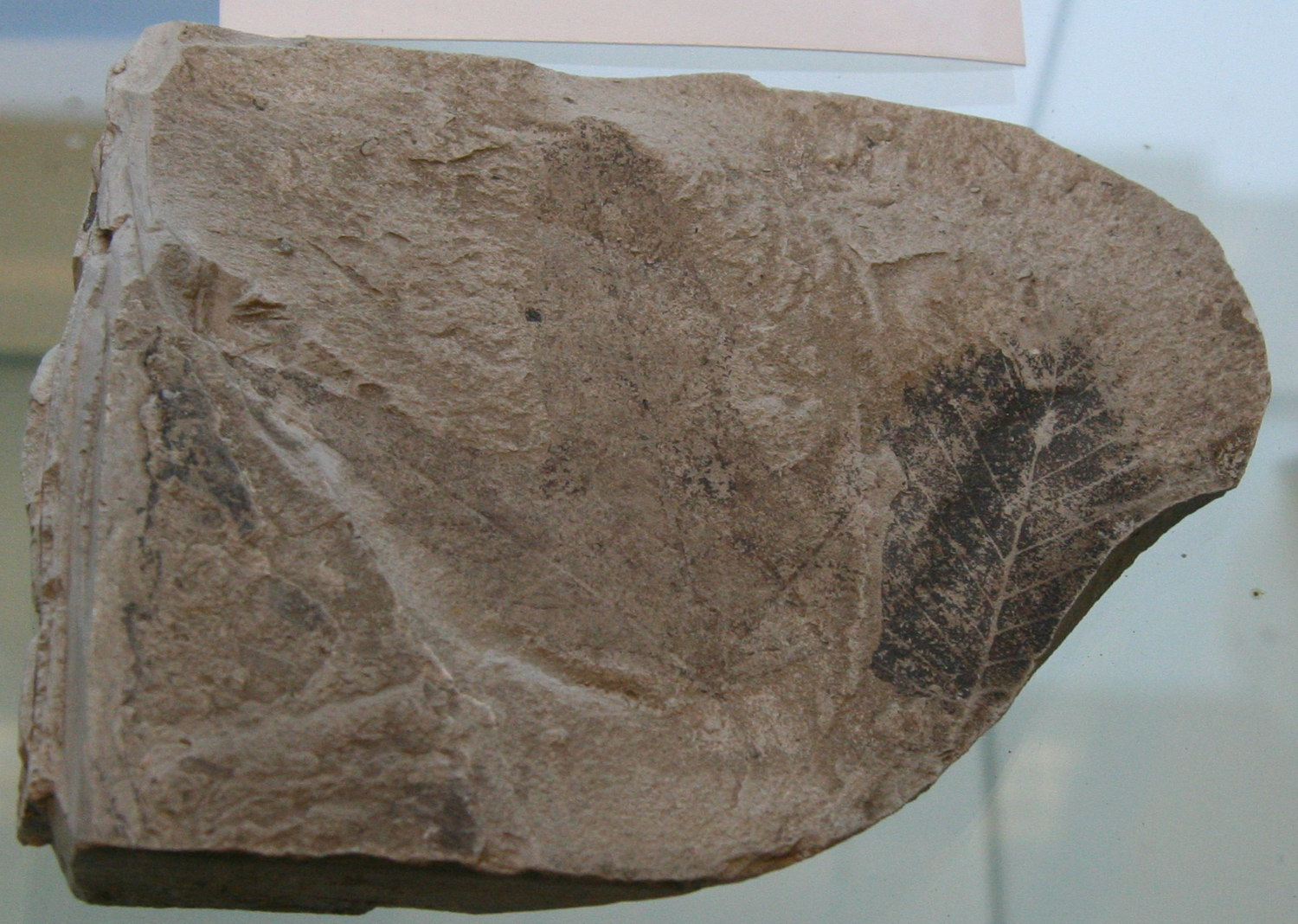
Fossiles Laubblatt von Acer angustilobum
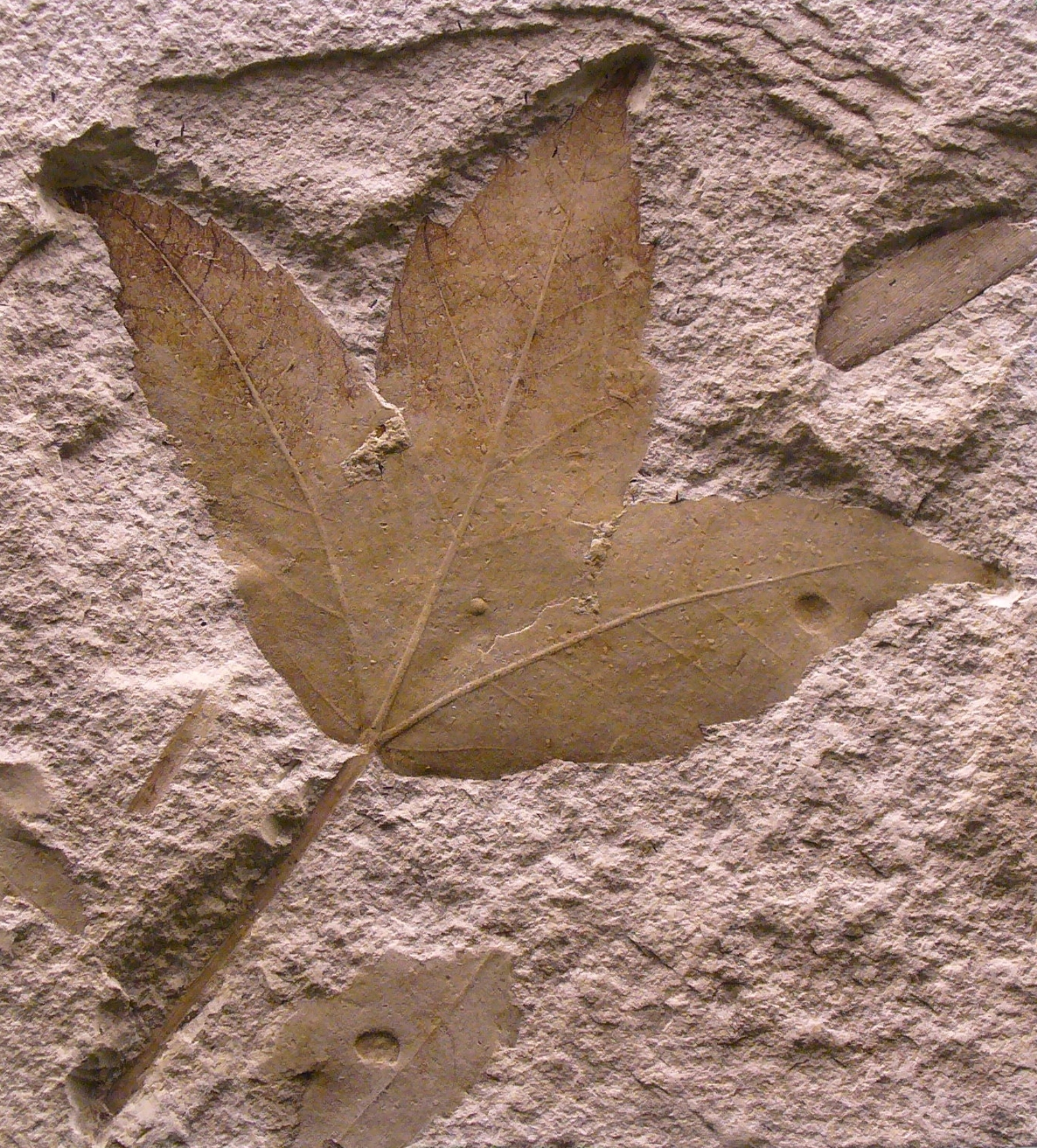
Fossiles Laubblatt von Acer trilobatum

## Systematik

### Taxonomie
Die Gattung Acer wurde 1753 durch Carl von Linné in Species Plantarum, Tomus II, S. 1054 und 1754 in Genera Plantarum, 5. Auflage, S. 474 aufgestellt. Als Lectotypus wurde 1913 Acer pseudoplatanus L. durch N. L. Britton in A. Brown: Ill. Fl. N.U.S. 2. Auflage, 2, S. 494 festgelegt. Synonyme für Acer L. sind: Argentacer Small, Negundo Boehm. ex Ludw., Saccharodendron (Raf.) Nieuwl., Rulac Adans., Rufacer Small.

### Äußere Systematik
Molekularbiologische Untersuchungen ergaben, dass die Gattung Acer zur Unterfamilie Hippocastanoideae innerhalb der Familie der Sapindaceae gehört. Sie wurde früher in die selbstständige Familie der Rosskastaniengewächse (Hippocastanoiceae) gestellt.

### Innere Systematik
Die Gattung Ahorn (Acer) umfasst 110 bis 200 Arten. Die Gliederung der Gattung Ahorn (Acer) wird kontrovers diskutiert. Die Gattung Acer wurde nach morphologischen Merkmalen durch Pax 1885, Pax 1886, Pojárkova 1933, Momotani 1962, Ogata 1967, de Jong 1976, Delendick 1981, Delendick 1982, Mai 1984, de Jong 1994 in Untergattungen, Sektionen und Serien gegliedert. Die Anzahl und der Umfang der Sektionen verändert sich je nach Stand der Wissenschaft. Molekulargenetische Daten machen neue Gliederungen erforderlich. Li et al. 2006 erstellten eine Gliederung, die nachfolgend nach den jeweiligen Erkenntnissen verändert wurde. Beispielsweise wird in folgende Sektionen (sect.) gegliedert, die teilweise nochmals feiner in Serien (ser.) unterteilt werden:

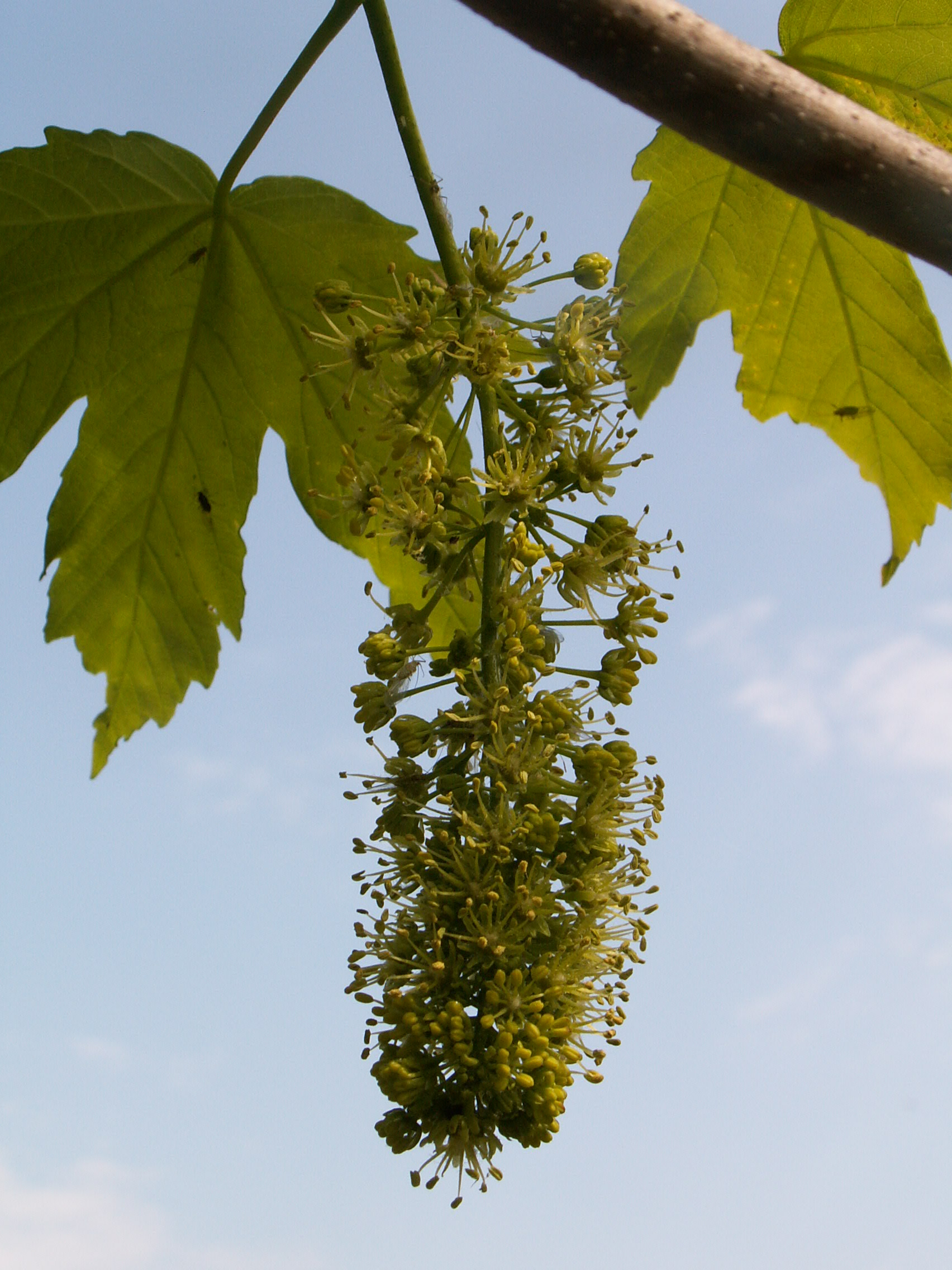
Sektion Acer: Blütenstand des Berg-Ahorn (Acer pseudoplatanus)

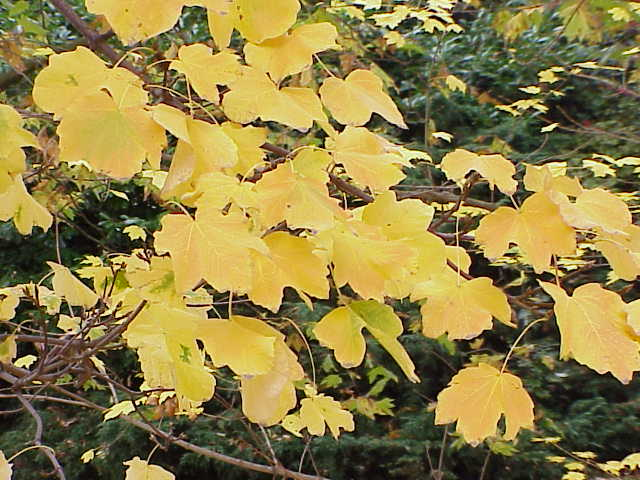
Sektion Acer: Herbstlaub von Acer opalus subsp. obtusatum

- Sektion Acer Momotani: Sie enthält etwa drei Serien auf der Nordhalbkugel:[15]
  - Serie Acer: Sie enthält etwa sechs Arten:[15]
    - Acer caesium Wall. ex Brandis[8] Bei manchen Autoren gibt es zwei Unterarten,[15] bei anderen gelten diese als Synonym:[2]
      - Acer caesium Wall. ex Brandis subsp. caesium (Syn.: Acer luteolum Borbás, Acer molle Pax nom. illeg.)[15]: Sie gedeiht im Hindukusch sowie im Himalaya und ist vom nördlichen Indien, Pakistan und Nepal bis China verbreitet.
      - Acer caesium subsp. giraldii (Pax) A.E.Murray (Syn.: Acer giraldii Pax)[15] Sie kommt nur im zentralen China vor.

    - Griechischer Ahorn (Acer heldreichii Orph. ex Boiss.): Die zwei Unterarten sind in der südwestlichen, südlichen, zentralen und zentral-östlichen Balkanhalbinsel verbreitet.[12][16]
    - Berg-Ahorn (Acer pseudoplatanus L.): Er ist von Südwest- über Mittel- bis Nord-, Ost- sowie Südosteuropa und im Kaukasusraum verbreitet.[16] Er ist in vielen Gebieten der Welt ein Neophyt.[12]
    - Acer sosnowskyi Doluch.: Sie kommt nur in Georgien sowie Abchasien vor.[16]
    - Kaukasus-Ahorn (Acer trautvetteri Medw., Syn.: Acer heldreichii subsp. trautvetteri (Medw.) A.E.Murray): Er ist im Kaukasusraum und in der Türkei verbreitet.[12][16]
    - Samt-Ahorn (Acer velutinum Boiss.): Er kommt in Georgien, Aserbaidschan und Nachitschewan vor.[16] Er wird als Zierpflanze verwendet.[12]
    - Acer yangbiense Y.S.Chen & Q.E.Yang:[15] Sie wurde 2003 erstbeschrieben. Diese seltene, stark gefährdete Art gedeiht in Mischwäldern in Tälern in Höhenlagen von etwa 2400 Metern nur in Yangbi im westlichen Yunnan.[2]

  - Serie Monspessulana Pojárkova:[14] Sie enthält etwa acht Arten:[15]
    - Granada-Ahorn (Acer granatense Boiss., Syn.: Acer opalus subsp. granatense (Boiss.) F.Q. & Rothm., Acer opalus subsp. hispanicum (Pourret) Murray, Acer hispanicum Pourret):[14] Von den zwei Unterarten kommt nur in Marokko und die andere auf Mallorca sowie im südlichen Spanien vor.[16]
    - Balkan-Ahorn (Acer hyrcanum Fisch. & C.A.Mey.): Es gibt viele Unterarten:[12][16][15]
      - Acer hyrcanum Boiss. subsp. hyrcanum:[15] Sie ist von der Balkanhalbinsel bis Westasien, im Kaukasusraum und zum Libanon sowie nördlichen Iran verbreitet.
      - Acer hyrcanum subsp. intermedium (Pancic) Bornm.:[15] Sie kommt vom ehemaligen Jugoslawien über Albanien sowie Bulgarien bis Griechenland vor.
      - Acer hyrcanum subsp. keckianum (Pax) Yalt.:[15] Sie kommt vom westlichen asiatischen Teil der Türkei bis Syrien und zum Libanon vor.
      - Acer hyrcanum subsp. reginae-amaliae (Orph. ex Boiss.) Murray:[15] Sie kommt im zentralen Griechenland und im westlichen asiatischen Teil der Türkei vor.
      - Acer hyrcanum subsp. sphaerocarpum Yalt.:[15] Sie kommt im asiatischen Teil der Türkei vor.
      - Acer hyrcanum subsp. stevenii (Pojarkova) Murray:[15] Dieser Endemit kommt nur in Utchan Gorge auf der Krim vor.
      - Acer hyrcanum subsp. tauricolum (Boiss. & Balansa) Yalt.:[15] Sie kommt vom asiatischen Teil der Türkei bis Syrien und zum Libanon vor.

    - Acer iranicum Mohtash. & Rastegar: Sie wurde 2020 aus dem nördlichen Iran erstbeschrieben.[17]
    - Acer mazandaranicum H.Zare & Assadi: Sie wurde 2008 aus dem Iran erstbeschrieben.[15]
    - Französischer Ahorn, Burgen-Ahorn (Acer monspessulanum L.): Die vielen Unterarten sind im Mittelmeerraum verbreitet:[12][15]
      - Acer monspessulanum subsp. assyriacum (Pojark.) Rech. f.:[15] Sie kommt vom nördlichen Irak bis nördlichen Iran vor.
      - Acer monspessulanum subsp. cinerascens (Boss.) Yalt.:[15] Sie kommt von der südöstlichen Türkei über Transkaukasien und dem Irak bis zum westlichen Iran vor.
      - Acer monspessulanum subsp. ibericum Yalt.:[15] Sie kommt von der östlichen Türkei über den Kaukasusraum bis zum nördlichen Iran vor.
      - Acer monspessulanum subsp. microphyllum (Boss.) Bornm.:[15] Sie kommt von der südlichen Türkei bis Syrien und Libanon vor.
      - Acer monspessulanum L. subsp. monspessulanum:[15] Sie ist von Mittel- (auch in Deutschland) und Südeuropa bis Nordafrika und in der Türkei verbreitet.[16]
      - Acer monspessulanum subsp. oksalianum Yalt.:[15] Sie kommt von der südöstlichen Türkei bis nordwestlichen Iran vor.
      - Acer monspessulanum subsp. persicum (Pojarkova) Rech. f.:[15] Sie kommt nur im zentralen Iran vor.
      - Acer monspessulanum subsp. turcomanicum (Pojark.) Murray:[15] Sie kommt nur vom nordöstlichen Iran bis zum südlichen Turkmenistan vor.

    - Syrischer Ahorn (Acer obtusifolium): eine von zwei immergrünen Ahorn-Arten. Sie kommt im Taurus-Gebirge der Türkei, in Syrien, im Libanon, in Israel[1] und vielleicht auf Zypern vor.[16]
    - Schneeball-Ahorn (Acer opalus Mill.): Es gibt zwei Unterarten:[15]
      - Acer opalus subsp. obtusatum (Waldst. & Kit. ex Willd.) Gams[15] (Syn.: Acer obtusatum Waldst. & Kit. ex Willd., Acer opalus var. obtusatum (Waldst. & Kit. ex Willd.) Rchb.): Sie kommt im nördlichen Algerien, Albanien, früheren Jugoslawien, Griechenland, Italien (inklusive Sizilien) und Korsika vor.
      - Acer opalus Mill. subsp. opalus:[15] Sie kommt in Deutschland (nur kleines Gebiet), der Schweiz (nur kleines Gebiet), Italien, Frankreich (inklusive Korsika) und Spanien vor.[12]

    - Kreta-Ahorn (Acer sempervirens L., Syn.: Acer orientale auct.):[15] Er ist eine der beiden halbimmergrünen Acer-Arten[1] und hauptsächlich in Griechenland im Bereich der Ägäis verbreitet, einzelne Vorkommen gibt es in der Türkei.[12]
    - Acer undulatum Pojark.:[15] Sie kommt in der Türkei vor.

  - Serie Saccharodendron (Raf.) Murray: Sie enthält etwa acht Arten, die von Kanada über die USA und Mexiko bis Guatemala vorkommen:[15]
    - Acer binzayedii Y.L.Vargas-Rodr.: Sie wurde 2017 aus Mexiko erstbeschrieben.[18][15]
    - Acer floridanum (Chapman) Pax:[15] Sie kommt in den südlichen-zentralen bis südöstlichen USA vor.
    - Acer grandidentatum Nutt.: Die etwa zwei Unterarten sind von den zentralen USA bis Mexiko verbreitet.[15]
    - Acer leucoderme Small:[15] Sie kommt in den südöstlichen USA vor.
    - Schwarz-Ahorn (Acer nigrum F.Michx.):[15] Sie ist im östlichen Nordamerika verbreitet.
    - Zucker-Ahorn (Acer saccharum Marshall): Er ist von Kanada über die USA bis Mexiko und Guatemala weitverbreitet.[12] Er wird als Zierpflanze verwendet. Je nach Autoren gibt es mehrere Unterarten:[15]
      - Acer saccharum subsp. ozarkense Murray[15] Sie kommt von Mexiko bis Guatemala vor.
      - Acer saccharum Marshall subsp. saccharum:[15] Sie ist von Kanada bis zu den USA verbreitet.

    - Acer skutchii Rehder:[15] Sie kommt von den mexikanischen Bundesstaaten Tamaulipas sowie Chiapas bis Guatemala vor.

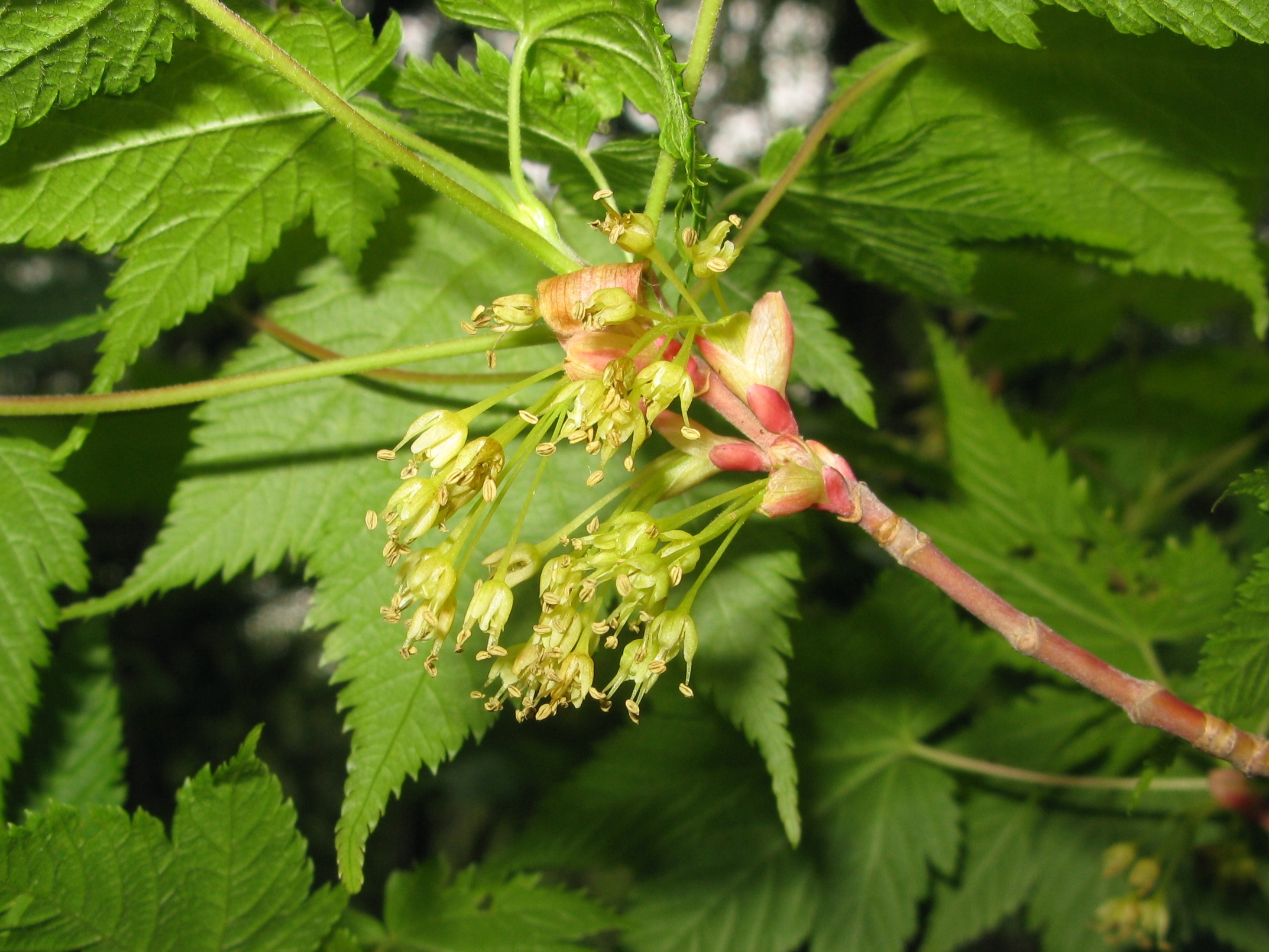
Sektion Arguta: Zweig mit jungen Laubblättern und Blütenständen des Feinzähnigen Ahorn (Acer argutum)

- Sektion Arguta Rehder: Sie enthält nur vier bis fünf Arten im Himalaya, in China und in Japan:
  - Acer acuminatum Wall. ex D.Don: Sie ist im südlichen Tibet, nördlichen Indien, Kaschmir, Nepal und Pakistan verbreitet.[2]
  - Feinzähniger Ahorn (Acer argutum Maxim.): Er kommt nur auf den japanischen Inseln Honshū sowie Shikoku vor.[12]
  - Acer barbinerve Maxim. ex Miq. (Syn: Acer barbinerve var. chanbaischanense S.L.Tung, Acer diabolicum subsp. barbinerve (Maxim. ex Miq.) Wesm.): Sie kommt im östlichen Russland, in Nordkorea und in den chinesischen Provinzen Heilongjiang, Jilin sowie Liaoning vor.[2]
  - Acer stachyophyllum Hiern: Es gibt etwa zwei Unterarten:[2]
    - Acer stachyophyllum subsp. betulifolium (Maxim.) P.C. de Jong: Sie kommt in Myanmar und in den chinesischen Provinzen südliches Gansu, westliches Henan, westliches Hubei, Ningxia, südliches Shaanxi, Sichuan sowie Yunnan vor.[2]
    - Acer stachyophyllum Hiern subsp. stachyophyllum: Sie kommt im nördlichen Indien, in Bhutan, Myanmar, Nepal, im südlichen bis südöstlichen Tibet und in den chinesischen Provinzen Hubei, Sichuan, nordwestliches Yunnan vor.[2]

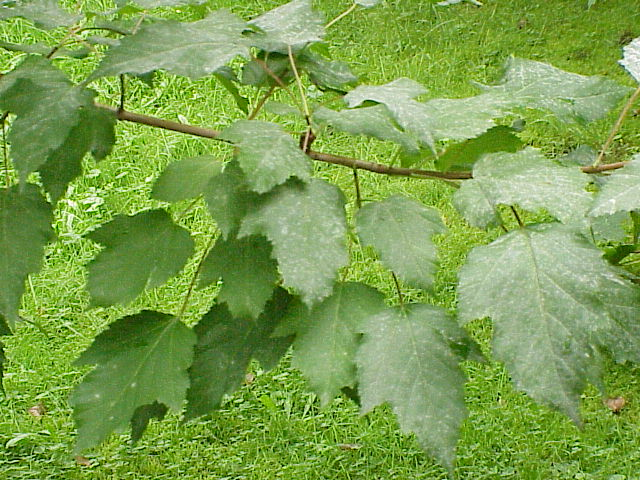
Sektion Ginnala: Zweig mit Laubblättern vom Tatarischen Steppenahorn (Acer tataricum)

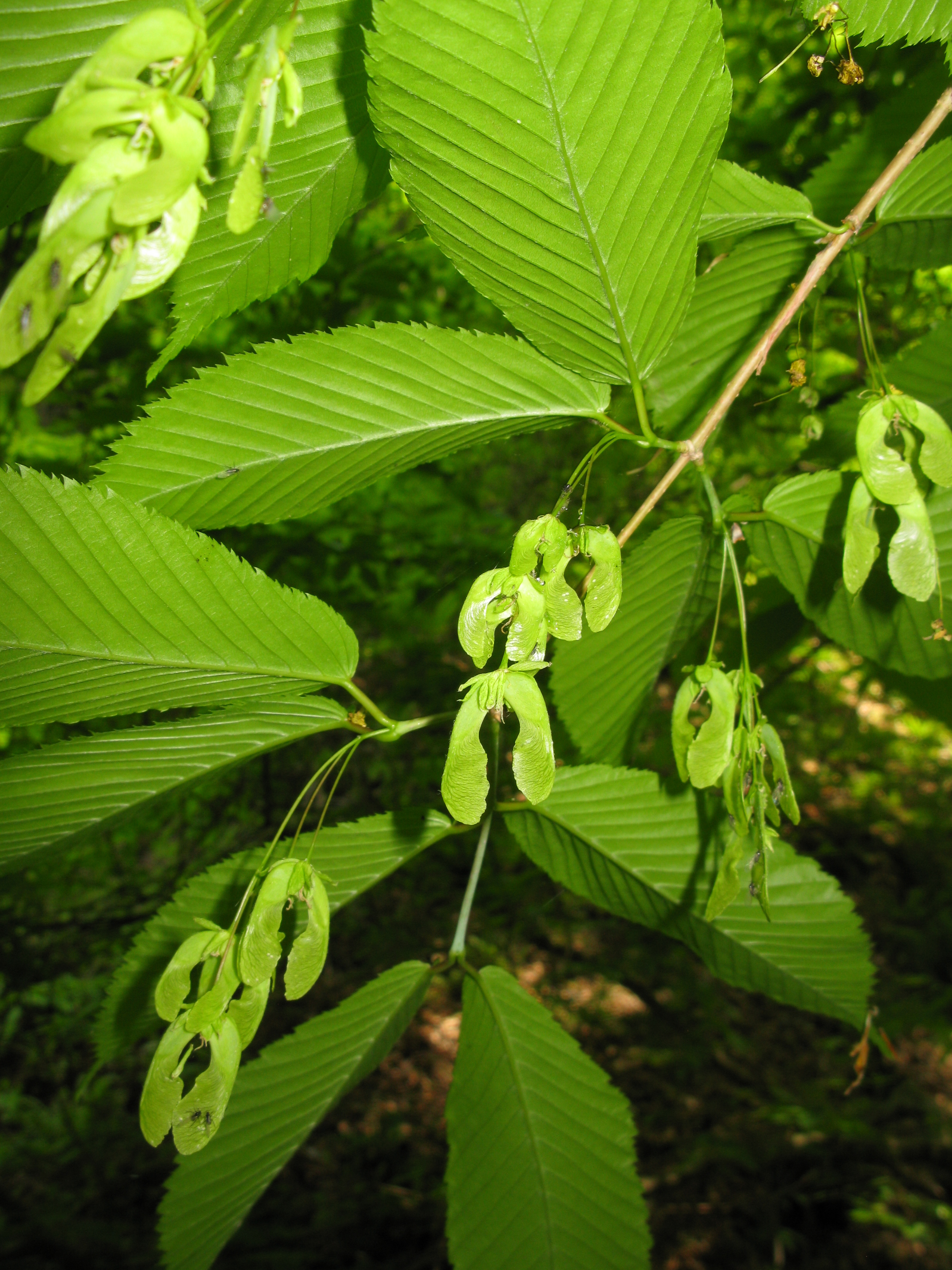
Sektion Indivisa: Hainbuchenblättriger Ahorn (Acer carpinifolium)

- Sektion Ginnala Nakai: Sie enthält nur eine Art:[15]
  - Tatarischer Steppenahorn (Acer tataricum L.): Es gibt vier[15] bis fünf Unterarten:
    - Acer tataricum subsp. aidzuense (Franch.) PC. de Jong (Syn.: Acer aidzuense (Franch.) Nakai, Acer aidzuense var. yezoense (Koidz.) Makino & Nemoto, Acer ginnala var. aidzuense (Franch.) K.Ogata, Acer ginnala var. yezoense Koidz., Acer subintegrum Pojark., Acer tataricum var. aidzuense Franch.): Sie kommt von Sachalin über die Kurilen bis Japan vor.
    - Feuer-Ahorn oder Amur-Ahorn (Acer tataricum subsp. ginnala (Maxim.) Wesmael):[15] Er ist in China, im östlichen Russland, in der Mongolei, Korea und in Japan verbreitet.[2]
    - Acer tataricum subsp. semenovii (Regel & Herder) A.E.Murray:[15] Sie ist in Südwestasien, Afghanistan, im südlichen Russland sowie im westlichen Xinjiang verbreitet.[2]
    - Acer tataricum L. subsp. tataricum:[15] Sie ist vom östlichen Mittel- über Ost- und Südosteuropa bis Westasien und bis zum nördlichen Iran verbreitet.
    - Acer tataricum subsp. theiferum (W.P.Fang) Y.S.Chen & P.C. de Jong: Sie gedeiht in lichten Wäldern unterhalb einer Höhenlage von 1800 Metern in den chinesischen Provinzen Anhui, nördliches Guangdong, Henan, Hubei, Jiangsu, Jiangxi, Shaanxi sowie Zhejiang.[2]

- Sektion Glabra Pax:[15] Sie enthält nur noch eine Serie:
  - Serie Glabra: Sie enthält nur eine Art:[15]
    - Kahler Ahorn (Acer glabrum Torr.): Er ist im westlichen bis zentralen Nordamerika weitverbreitet. Es gibt Fundortangaben für die kanadischen Provinzen Alberta sowie British Columbia und die US-Bundesstaaten Alaska, Washington, Montana, Oregon, Nebraska, Colorado, Wyoming, Nevada, Utah, Kalifornien sowie New Mexico.[12] Es gibt vier[15] bis fünf Unterarten:
      - Acer glabrum var. diffusum (Greene) F.Smiley:[15] Sie kommt in den westlichen US-Bundesstaaten Arizona, Nevada, Utah sowie Kalifornien vor.
      - Acer glabrum var. douglasii (Hook.) Wesmael[15]
      - Acer glabrum Torr. subsp. glabrum[15]
      - Acer glabrum var. neomexicanum (Greene) Kearney & Peebles:[15] Sie kommt von Utah über New Mexico bis zum mexikanischen Bundesstaat Chihuahua vor.
- Sektion Hyptiocarpa W.P.Fang: Sie gibt es bei Davis 2021 nicht.[15] Sie enthält nur zwei Arten in Südostasien:
  - Acer laurinum Hassk. (Syn.: Acer chionophyllum Merr., Acer decandrum Merr., Acer garrettii Craib, Acer laurinum subsp. decandrum (Merr.) A.E.Murray, Acer longicarpum H.H.Hu & W.C.Cheng, Acer macropterum T.Z.Hsu & H.Sun, Acer niveum Blume, Acer philippinum Merr.): Das weite Verbreitungsgebiet dieser relativ seltenen Art reicht bis in die Südhalbkugel. Sie ist vom südlichen Indien über Myanmar, Thailand, Kambodscha, Laos, Vietnam, Malaysia bis Indonesien, auf den Philippinen und in den chinesischen Provinzen südwestliches Guangxi, Hainan, südöstliches Tibet, nordwestliches sowie südliches Yunnan verbreitet.[2]
  - Acer pinnatinervium Merr. (Syn.: Acer jingdongense T.Z.Hsu, Acer machilifolium Hu & Cheng): Diese sehr seltene, gefährdete Art kommt im nördlichen Indien, in Thailand, im südwestlichen Tibet sowie in Yunnan vor.[2]

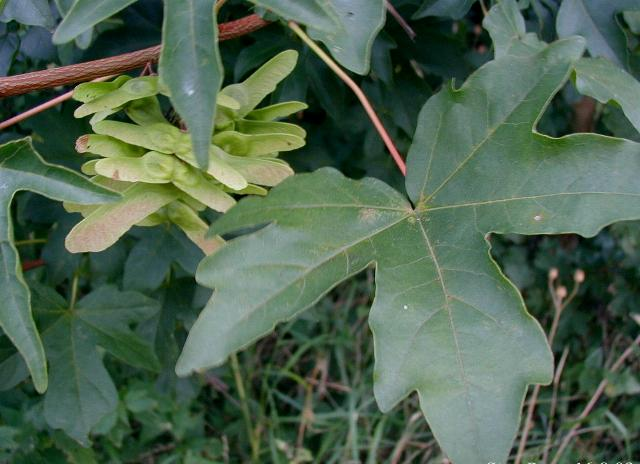
Sektion Platanoidea: Laubblatt und Früchte des Feld-Ahorn (Acer campestre)

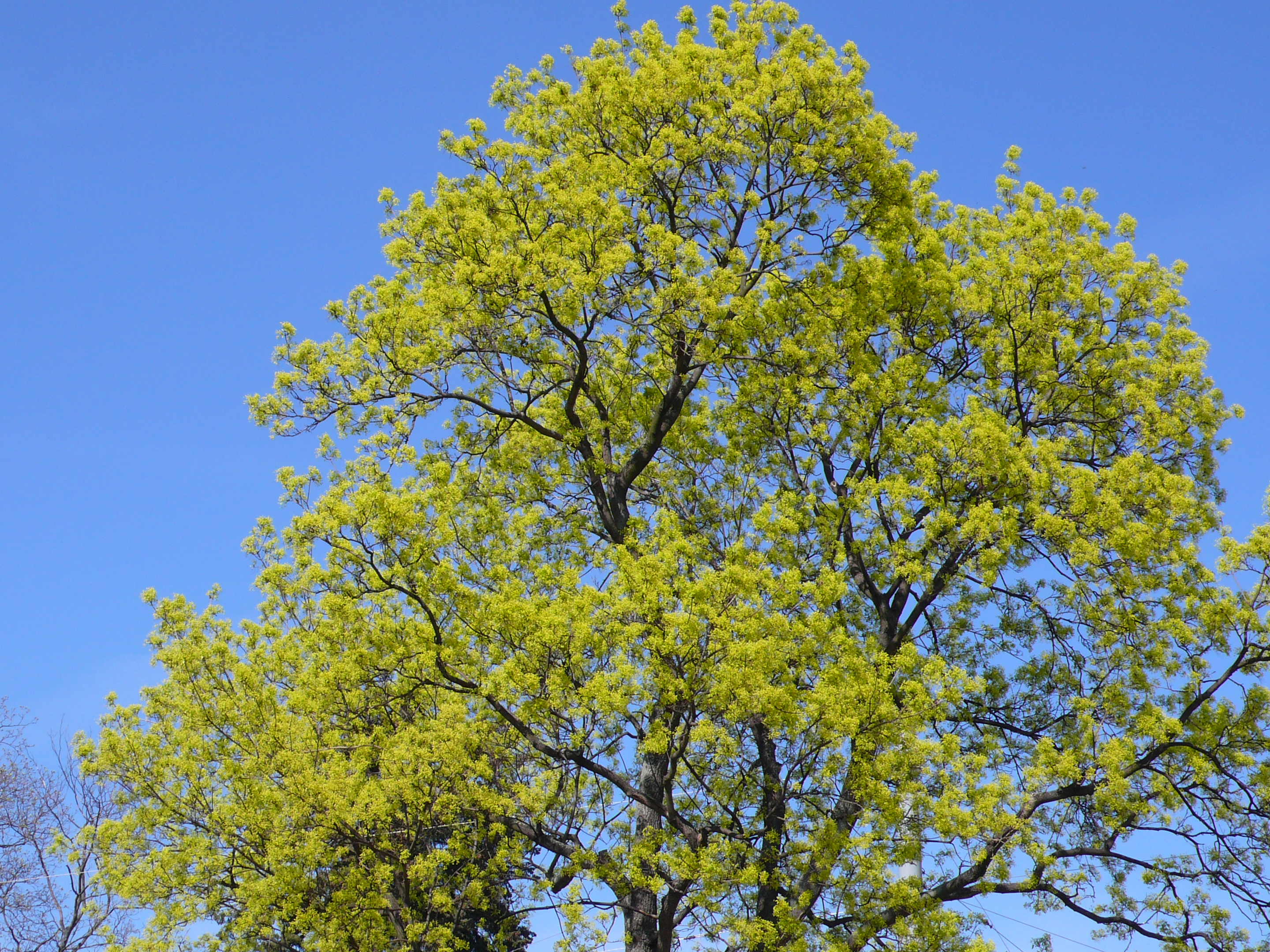
Sektion Platanoidea: Blühender Spitz-Ahorn (Acer platanoides)

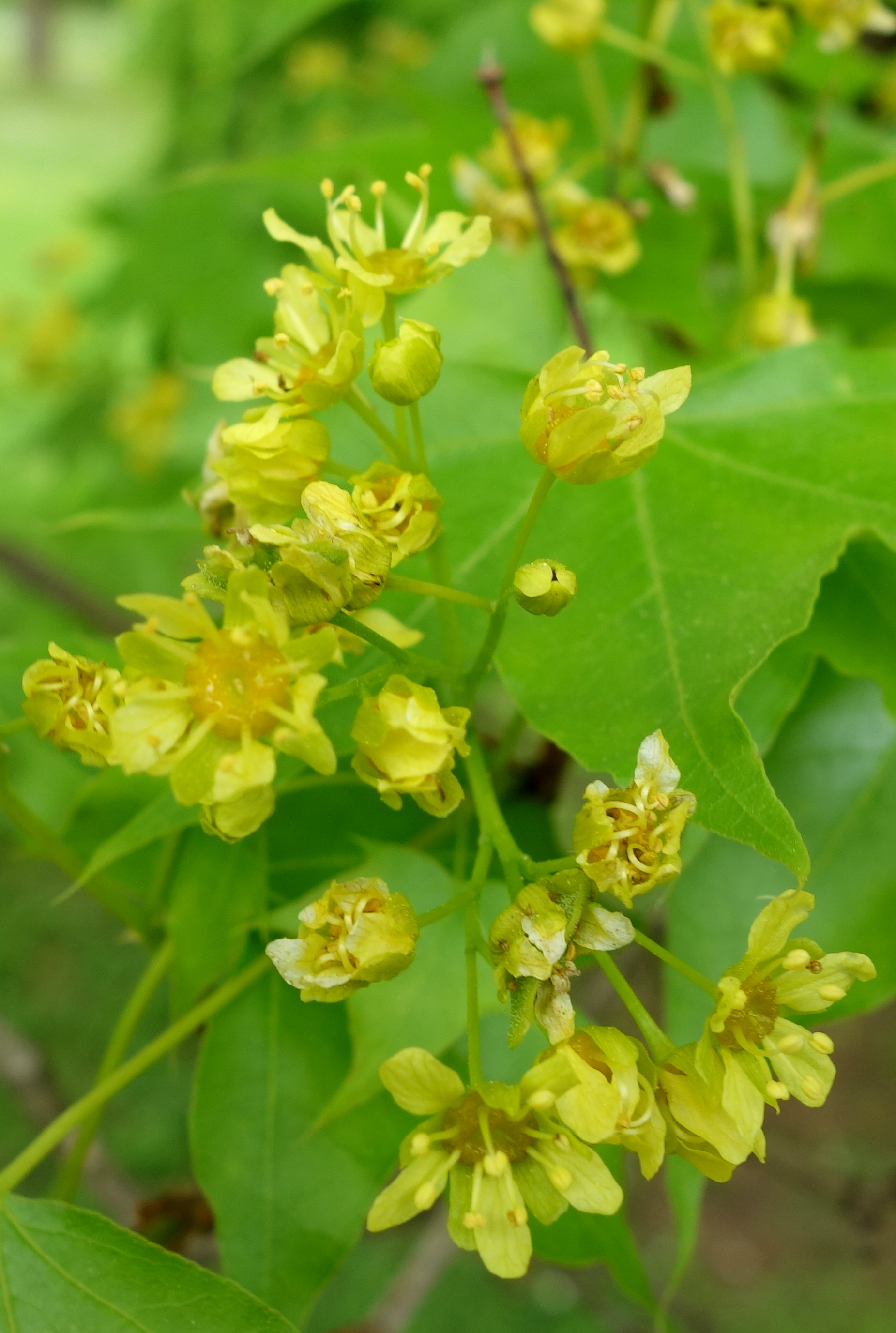
Sektion Platanoidea: Blütenstand des Chinesischen Spitz-Ahorn (Acer truncatum)

- Sektion Indivisa Pax: Sie enthält nur eine Art:[15]
  - Hainbuchenblättriger Ahorn (Acer carpinifolium Siebold & Zucc.):[15] Sie gedeiht in Höhenlagen von 200 bis 1500 Metern nur auf den japanischen Inseln Honshū (westlicher Teil), Shikoku und Kyushu.

- Sektion Lithocarpa Pax:[15]

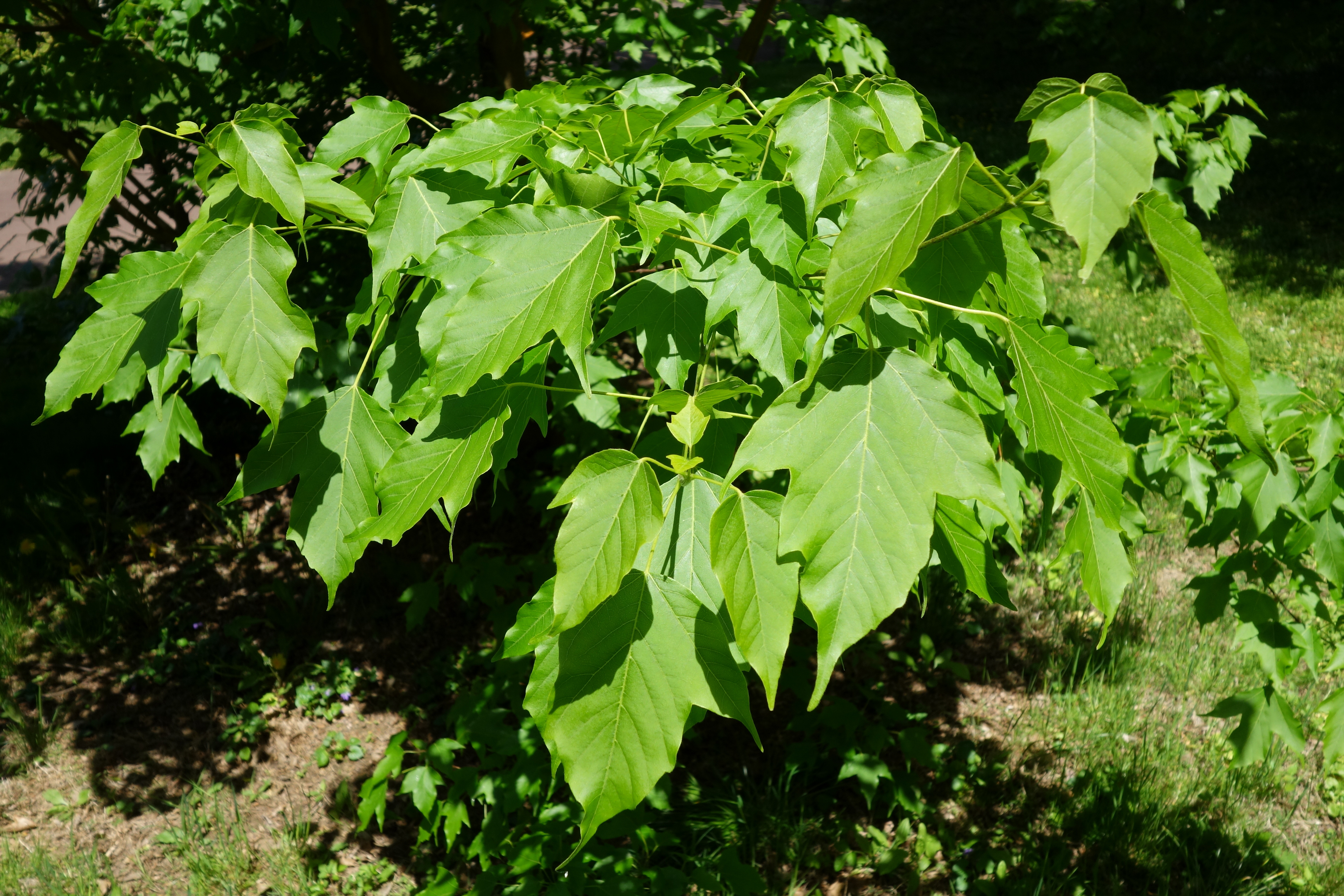
Sektion Lithocarpa: Laubblätter von Acer tsinglingense

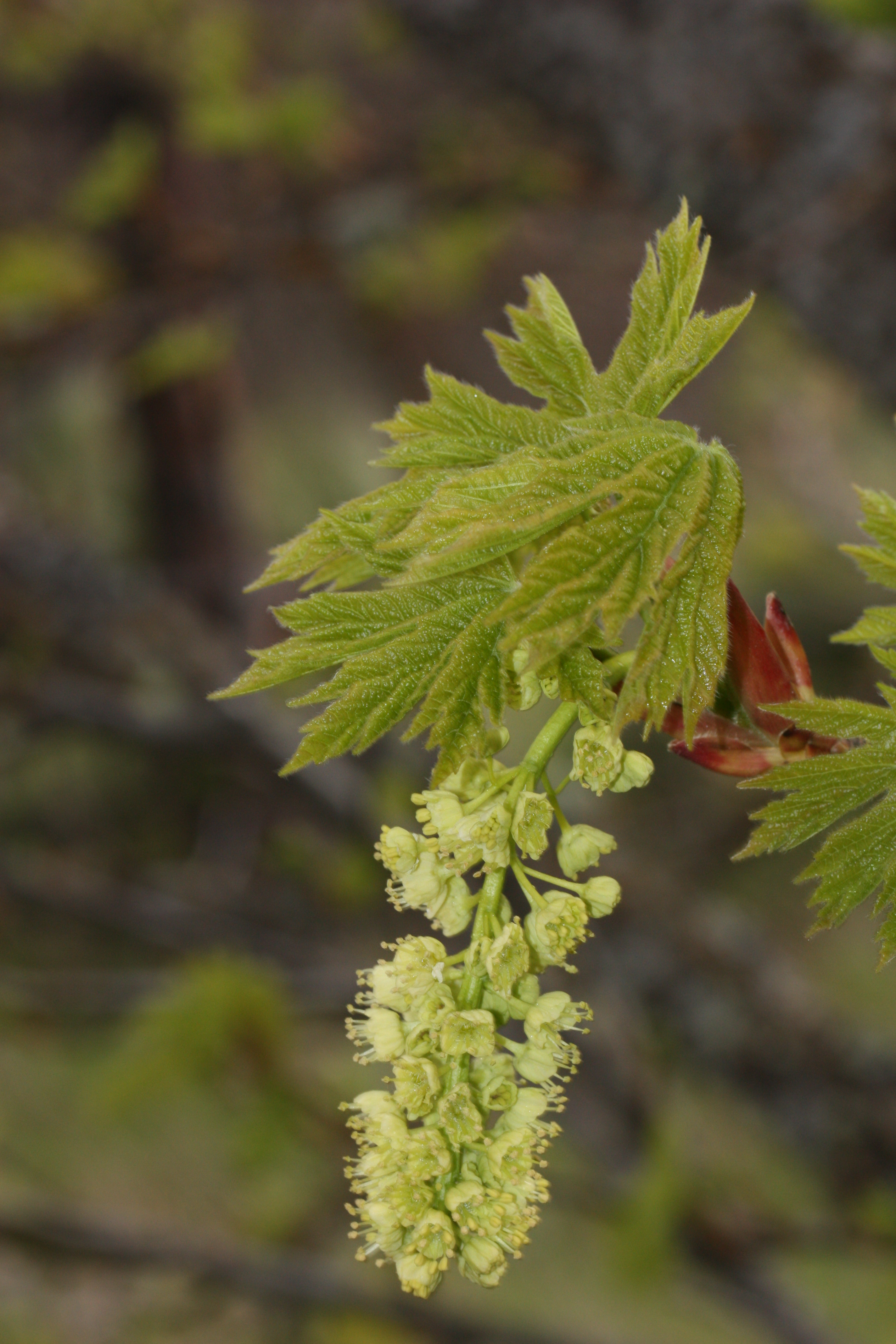
Sektion Lithocarpa: Blütenstand des Oregon-Ahorn (Acer macrophyllum)

  - Serie Lithocarpa: Von den etwa neun asiatischen Arten kommen acht in China vor, sechs davon nur dort:[2]
    - Acer amamiense T.Yamaz: Sie wurde aus 2000 aus dem japanischen Nansei-shoto erstbeschrieben.[15][19]
    - Acer diabolicum Blume ex K.Koch: Sie gedeiht in den Bergen im zentralen bis südlichen Japan.[15][19]
    - Acer kungshanense W.P.Fang & C.Y.Chang (Syn.: Acer franchetii var. acuminatilobum W.P.Fang & H.F.Chow, Acer kungshanense var. acuminatilobum (W.P.Fang & H.F.Chow) W.P.Fang): Dieser Endemit gedeiht in Mischwäldern in Tälern in Höhenlagen von 2000 bis 3200 Metern nur im nordwestlichen sowie südlichen Yunnan.[2]
    - Acer leipoense W.P.Fang & T.P.Soong (Syn.: Acer leipoense subsp. leucotrichum W.P.Fang, Acer longipedicellatum C.Y.Wu): Dieser gefährdete Endemit gedeiht in Mischwäldern in Höhenlagen von 2000 bis 2700 Metern nur im südwestlichen Sichuan.[2]
    - Acer lungshengense W.P.Fang & L.C.Hu (Syn.: Acer lichuanense C.D.Chu & G.G.Tang): Sie gedeiht in Mischwäldern in Tälern in Höhenlagen von 1500 bis 1800 Metern in den chinesischen Provinzen nordöstliches Guangxi, südöstliches Guizhou, südwestliches Hubei sowie nordwestlichen Hunan.[2]
    - Acer sinopurpurascens W.C.Cheng: Sie gedeiht in Mischwäldern in Höhenlagen von 700 bis 1000 Metern in den chinesischen Provinzen südliches Anhui, nordöstliches Hubei, nördliches Jiangxi sowie nordwestliches Zhejiang.[2]
    - Acer sterculiaceum Wallich: Sie ist im nördlichen Indien, in Bhutan, im südlichen Tibet und in den chinesischen Provinzen Guizhou, südwestliches Henan, nordwestliches Hubei, Hunan, südliches Shaanxi, Sichuan sowie Yunnan verbreitet.[2]
    - Acer thomsonii Miquel: Sie ist im nördlichen Indien, in Bhutan, Nepal, Myanmar, Thailand, im südlichen Tibet und im südlichen Teil in der chinesischen Provinz Yunnan verbreitet.[2]
    - Acer tsinglingense W.P.Fang & C.C.Hsieh: Sie gedeiht in lichten Wäldern in Höhenlagen von 1200 bis 1500 Metern in den chinesischen Provinzen südöstliches Gansu, südwestliches Henan sowie Shaanxi.[2]

  - Serie Macrophylla Pojarkova:
    - Oregon-Ahorn (Acer macrophyllum Pursh): Er ist im westlichen Nordamerika von Alaska über British Columbia, Washington und Oregon bis Kalifornien verbreitet.[12]

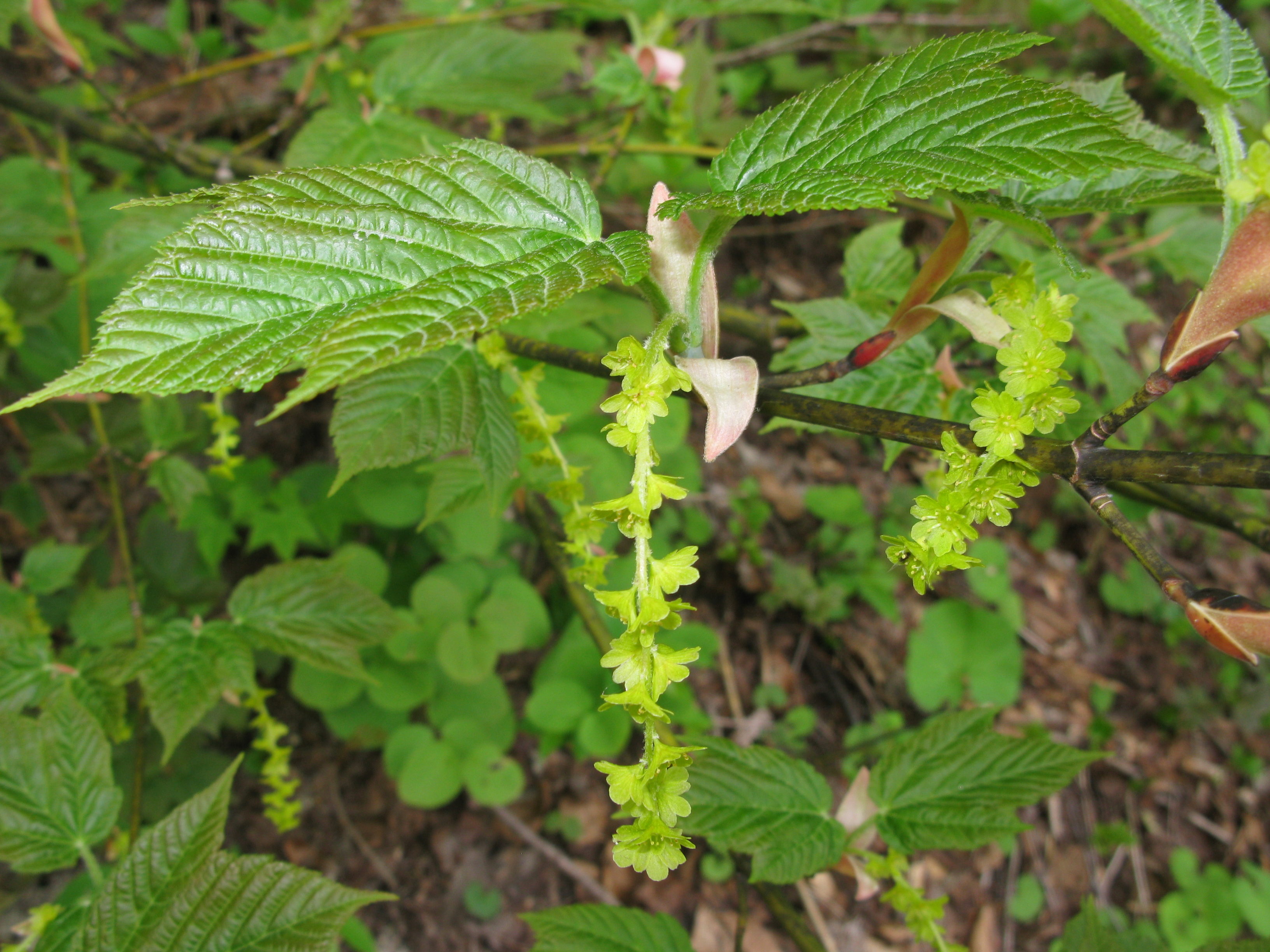
Sektion Macrantha: Junge Laubblätter und Blütenstände des Rotnervigen Schlangenhaut-Ahorn (Acer rufinerve)

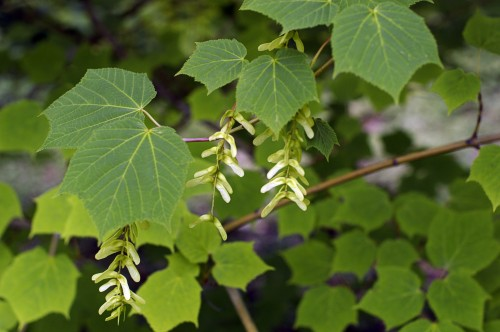
Sektion Macrantha: Koreanischer Schlangenhaut-Ahorn (Acer tegmentosum)

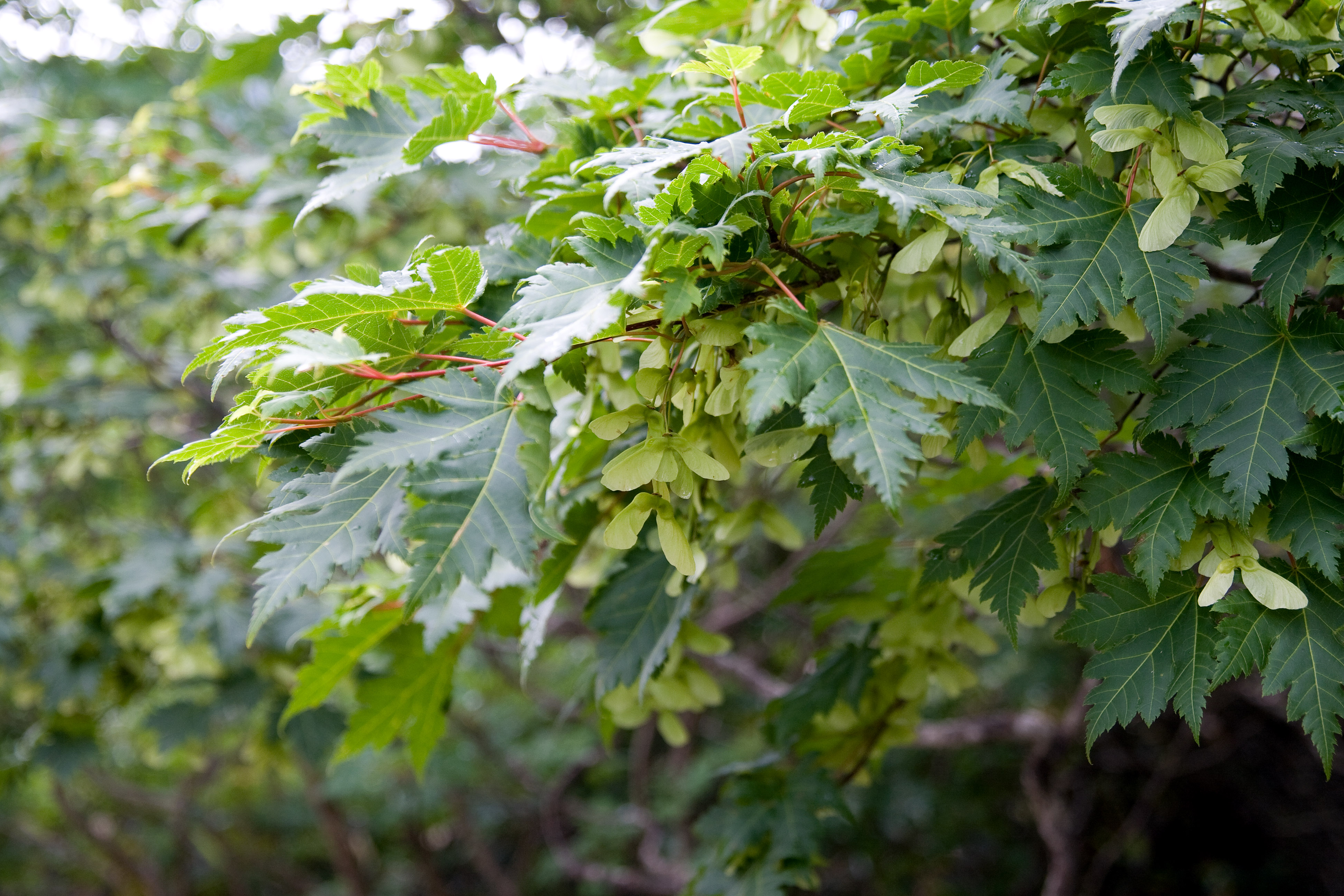
Sektion Macrantha: Laubblätter und Früchte von Acer tschonoskii

- Sektion Macrantha Pax: Sie enthält etwa 18 Arten im Himalaya, in China (elf Arten), Taiwan (zwei Arten), Japan, im östlichen Russland und Nordamerika:[14]
  - Roter Schlangenhaut-Ahorn (Acer capillipes Maxim.):[14] Er kommt nur auf den japanischen Inseln Honshu sowie Shikoku vor. Er wird als Zierpflanze verwendet.[12]
  - Acer caudatifolium Hayata (Syn.: Acer kawakamii Koidzumi,[14] Acer taiton-montanum Hayata): Sie gedeiht in Mischwäldern in Höhenlagen von 200 bis 2100 Meter nur in Taiwan.[2]
  - Acer chienii Hu & W.C.Cheng:[14] Sie gedeiht in Mischwäldern in Höhenlagen von 2200 bis 3000 Metern nur im nordwestlichen Yunnan.[2]
  - Weißdornblättriger Ahorn (Acer crataegifolium Siebold & Zucc.):[14] Er kommt nur auf den japanischen Inseln Honshu, Kyushu sowie Shikoku vor. Er wird als Zierpflanze verwendet.[12]
  - Davids-Ahorn (Acer davidii Franch.):[14] Sie ist in Myanmar und weiten Teilen Chinas verbreitet. Sie wird als Zierpflanze verwendet.[2]
  - Acer forrestii Diels:[14] Sie gedeiht in Mischwäldern in Tälern in Höhenlagen zwischen 3000 und 3800 Metern nur im südwestlichen Sichuan sowie nordwestlichen Yunnan.[2] Sie wird von manchen Autoren auch als Unterart Acer pectinatum Wall. ex G.Nicholson subsp. forrestii (Diels) A.E.Murray zu Acer pectinatum gestellt.[12]
  - Acer komarovii Pojarkova:[14] Sie kommt im nördlichen Korea, östlichen Russland und in den chinesischen Provinzen Jilin sowie Liaoning vor.[2]
  - Acer laxiflorum Pax:[14] Sie gedeiht in Mischwäldern in Höhenlagen von 1800 bis 2500 Metern nur in Sichuan sowie Yunnan.[2] Sie wird von manchen Autoren auch als Unterart Acer pectinatum Wall. ex G.Nicholson subsp. laxiflorum (Pax) A. E. Murray zu Acer pectinatum gestellt.[12]
  - Acer maximowiczii Pax[14] (Syn.: Acer urophyllum Maxim.): Sie gedeiht in Mischwäldern in Tälern in Höhenlagen von 1800 bis 2500 Metern in den chinesischen Provinzen südwestliches Gansu, nordöstliches Guangxi, Guizhou, westliches Henan, westliches Hubei, Hunan, südwestliches Qinghai, südwestliches Shaanxi, südwestliches Shanxi sowie Sichuan.[2] Sie wird von manchen Autoren auch als Unterart Acer pectinatum Wall. ex G. Nicholson subsp. maximowiczii (Pax) A.E.Murray zu Acer pectinatum gestellt.[12]
  - Acer metcalfii Rehder:[14] Sie gedeiht in Mischwäldern an Fließgewässern in Höhenlagen von 800 bis 1500 Metern im nördlichen Guangdong, nordöstlichen Guangxi, südöstlichen Guizhou sowie südlichen Hunan.[2]
  - Kleinblütiger Ahorn (Acer micranthum Siebold & Zucc.):[14] Er kommt nur auf den japanischen Inseln Honshu, Kyushu sowie Shikoku vor.[12]
  - Acer morrisonense (Syn.: Acer rubescens Hayata): Sie gedeiht in Mischwäldern in Höhenlagen von 1800 bis 2200 Metern nur im östlichen sowie südlichen Taiwan.[2]
  - Acer pectinatum Wall. ex Brandis, Acer pectinatum Wall. ex G.Nicholson[14] nom. illeg. und nom. superfl. (es ist neuer gültiger Name erforderlich): Sie kommt vom nordöstlichen Indien über Bhutan, Nepal und dem nordöstlichen Myanmar bis China vor.
  - Streifen-Ahorn (Acer pensylvanicum L.):[14] Er ist im östlichen bis zentralen Nordamerika weitverbreitet. Es gibt Fundortangaben in den kanadischen Provinzen Nova Scotia, Ontario sowie Quebec und in den Nordamerikanischen Bundesstaaten Minnesota, Wisconsin, Connecticut, Maine, Massachusetts, Michigan, New Hampshire, New Jersey, New York, Ohio, Pennsylvania, Rhode Island, Vermont, West Virginia, Georgia, Kentucky, Maryland, North Carolina, South Carolina, Tennessee, Virginia.[12]
  - Rotnerviger Schlangenhaut-Ahorn (Acer rufinerve Siebold & Zucc.):[14] Er kommt nur auf den japanischen Inseln Honshu, Kyushu sowie Shikoku vor. Er wird als Zierpflanze verwendet.[12]
  - Acer sikkimense Miq.[14] (Syn.: Acer hookeri Miq., Acer medogense T.Z.Hsu & Z.K.Zhou, Acer pluridens T.Z.Hsu & H.Sun): Sie kommt von Assam, Nepal, Sikkim, Bhutan über das nördliche Myanmar und südöstliche Tibet bis Yunnan vor.[2]
  - Koreanischer Schlangenhaut-Ahorn (Acer tegmentosum Maxim.):[14] Er kommt in Sibirien, Korea und in den chinesischen Provinzen Heilongjiang, Jilin sowie Liaoning vor.[2]
  - Acer tschonoskii Maxim.:[14] Sie kommt auf den japanischen Inseln Hokkaidō, Honshu, Kyushu sowie Shikoku vor.[12]

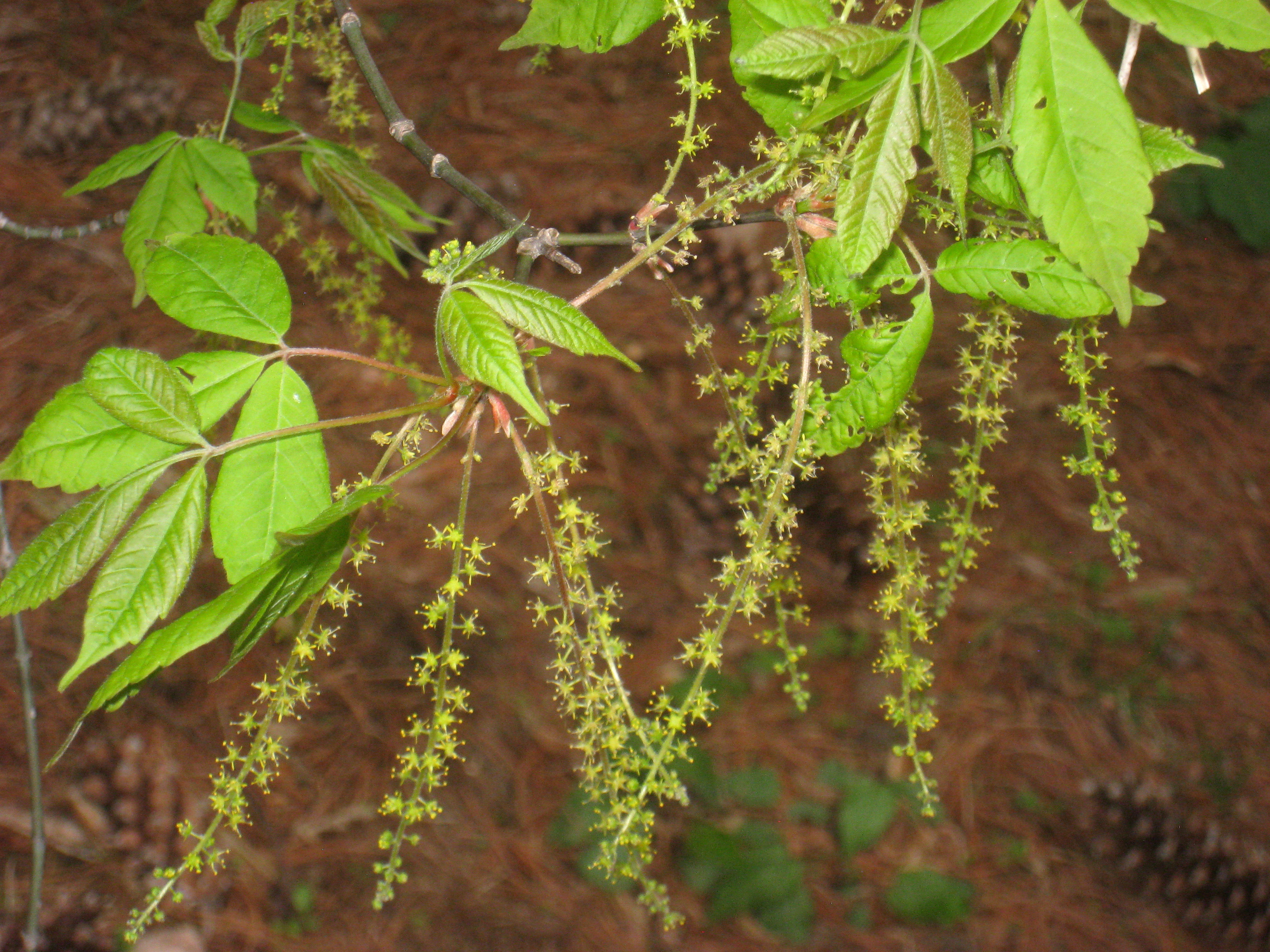
Sektion Negundo: Blütenstände mit männlichen Blüten von Henrys Ahorn (Acer henryi)

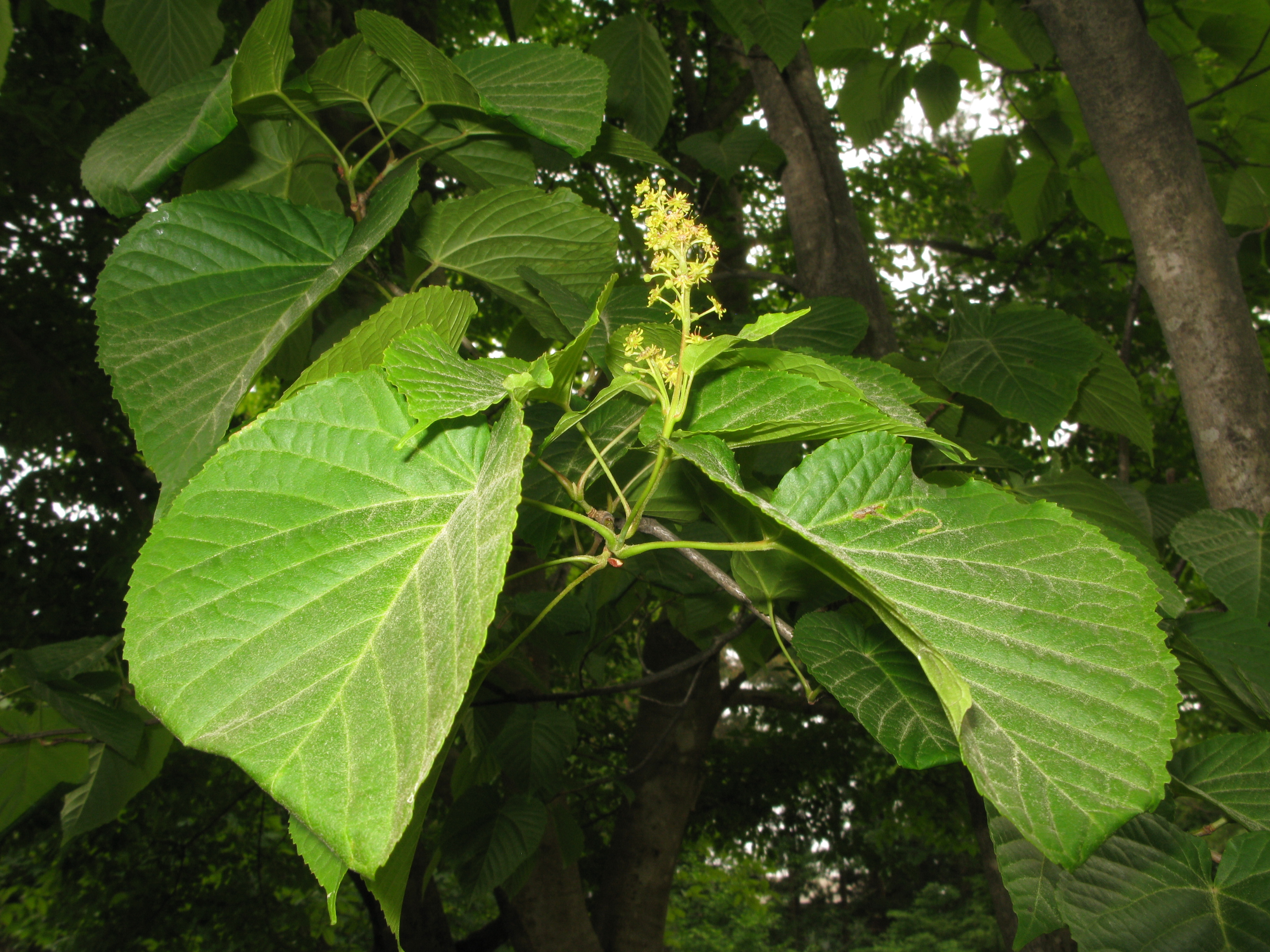
Sektion Parviflora: Laubblätter und Blütenstand von Acer distylum

- Sektion Negundo (Boehmer) Maxim.: Sie enthält zwei Serien mit insgesamt nur drei Arten im östlichen Asien und Nordamerika:
  - Serie Cissifolia:
    - Cissusblättriger Ahorn (Acer cissifolium (Siebold & Zucc.) K.Koch): Er kommt auf den japanischen Inseln Hokkaidō, Honshū, Kyushu sowie Shikoku vor. Er wird als Zierpflanze verwendet.[12]
    - Henrys Ahorn (Acer henryi Pax, Syn.: Acer cissifolium subsp. henryi (Pax) A.E.Murray, Acer henryi var. serratum Pamp.): Sie gedeiht in Mischwäldern in Höhenlagen von 500 bis 1500 Metern in den chinesischen Provinzen Anhui, Fujian, Gansu, Guizhou, Henan, Hubei, Hunan, Jiangsu, südlichen Shaanxi, südlichen Shanxi, Sichuan sowie Zhejiang.[2]

  - Serie Negundo
    - Eschen-Ahorn (Acer negundo L.): Sie ist in Nordamerika verbreitet und in vielen Gebieten der Welt ein Neophyt.

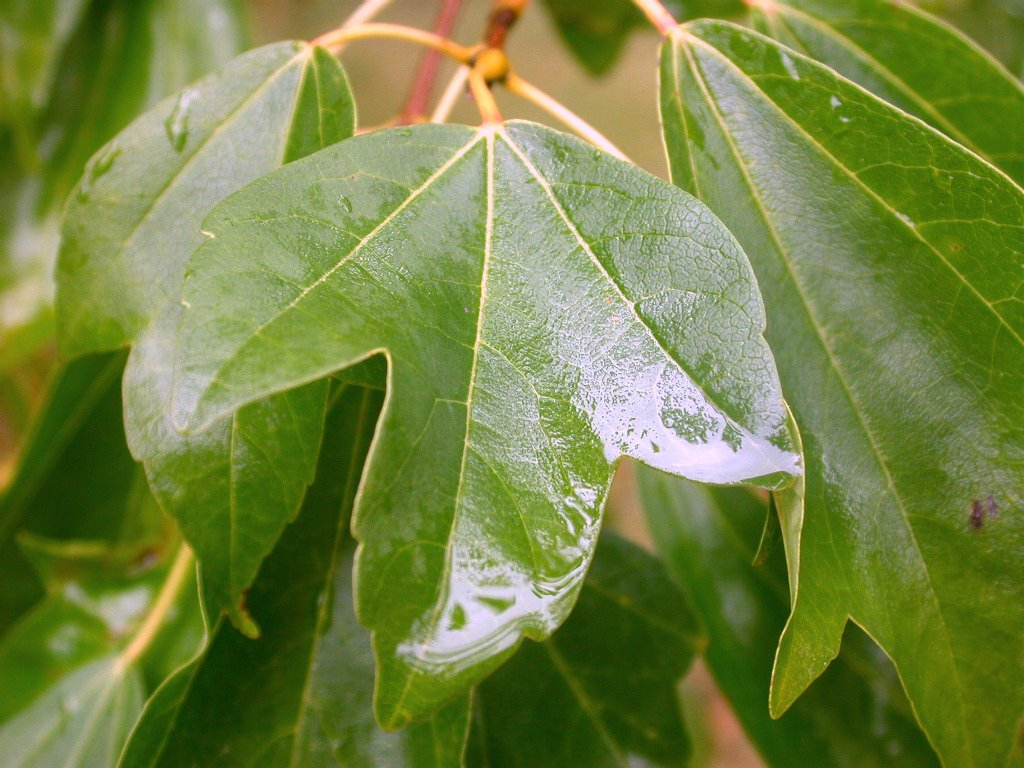
Sektion Oblonga: Dreispitz-Ahorn (Acer buergerianum)

- Sektion Oblonga (Hu & W.C.Cheng) Delendick: Sie enthält etwa 15 Arten im Himalaya, in China (14 Arten), Laos, Thailand, Vietnam und Japan:
  - Acer albopurpurascens Hayata (Syn.: Acer hypoleucum Hayata, Acer litseifolium Hayata): Sie gedeiht in Wäldern in Höhenlagen von 400 bis 2000 Metern nur in Taiwan.[2]
  - Dreispitz-Ahorn, Dreispitziger Ahorn (Acer buergerianum Miq.): Er ist in weiten Teilen Chinas, Taiwan und Japan verbreitet.[2]
  - Acer cordatum Pax: Die zwei Varietäten gedeihen in Wäldern in Tälern in Höhenlagen von 200 bis 1200 Metern in den chinesischen Provinzen Anhui, Fujian, Guangdong, Guangxi, Guizhou, Hainan, Hubei, Hunan, Jiangxi, Sichuan, Yunnan sowie Zhejiang.[2]
  - Acer coriaceifolium Lev. (Syn.: Acer cinnamomifolium Hayata): Sie gedeiht in Wäldern in Höhenlagen von 1500 bis 2500 Metern in den chinesischen Provinzen südliches Anhui, Fujian, Guangdong, nördliches Guangxi, Guizhou, Hubei, Hunan, Jiangsu, Jiangxi, südöstliches Sichuan sowie Zhejiang.[2]
  - Acer gracilifolium W.P.Fang & C.C.Fu: Sie gedeiht in Mischwäldern in der Nähe von Fließgewässern in Höhenlagen von 300 bis 1000 Meter nur im südöstlichen Gansu sowie nördlichen Sichuan.[2]
  - Acer lucidum F.P.Metcalf (Syn.: Acer laikuanii Y.Ling, Acer pehpeiense W.P.Fang & H.Y.Su, Acer wuyishanicum W.P.Fang & C.M.Tan): Sie gedeiht in Wäldern in Höhenlagen von 500 bis 1000 Metern in den chinesischen Provinzen Fujian, nördliches Guangdong, nördliches Guangxi, Jiangxi sowie östliches Sichuan.[2]
  - Acer oblongum Wallich: Die zwei Varietäten sind vom nördlichen Indien über Kaschmir, Pakistan, Bhutan, Nepal, Laos, Myanmar, Thailand, weite Teile Chinas und Vietnam bis zum südlichen Japan verbreitet.[2] Sie wird als Zierpflanze verwendet.[8]
  - Acer paihengii Hu & W.C.Cheng: Sie gedeiht in Lorbeerwäldern in Höhenlagen von 700 bis 1100 Metern nur im südöstlichen Yunnan.[2]
  - Acer paxii Franch.: Sie gedeiht in Bergwäldern in Höhenlagen von 1500 bis 2500 Metern in den chinesischen Provinzen zentrales bis nördliches Guangxi, Guizhou, südwestliches Sichuan, nordwestliches Yunnan.[2]
  - Acer poliophyllum W.P.Fang & Y.T.Wu: Sie gedeiht in Mischwäldern in Höhenlagen von 1000 bis 1800 Metern nur im südwestlichen Guizhou sowie südöstlichen Yunnan.[2]
  - Acer shihweii F.Chun & W.P.Fang: Dieser sehr seltene Endemit gedeiht in dichten Wäldern in Höhenlagen von etwa 1400 Metern in Guizhou nur in Pingba.[2]
  - Acer sycopseoides F.Chun: Sie gedeiht in Wäldern in Höhenlagen von 600 bis 2100 Metern nur im nördlichen Guangxi, südlichen Guizhou sowie zentralen Yunnan.
  - Acer yinkunii W.P.Fang: Diese seltene Art gedeiht in lichten Wäldern in Höhenlagen von 1000 bis 2000 Metern nur in Guangxi.[2]
  - Acer yui W.P.Fang: Sie gedeiht in Mischwäldern in Höhenlagen von 1800 bis 2000 Metern nur im südlichen Gansu sowie nordwestlichen Sichuan.[2]

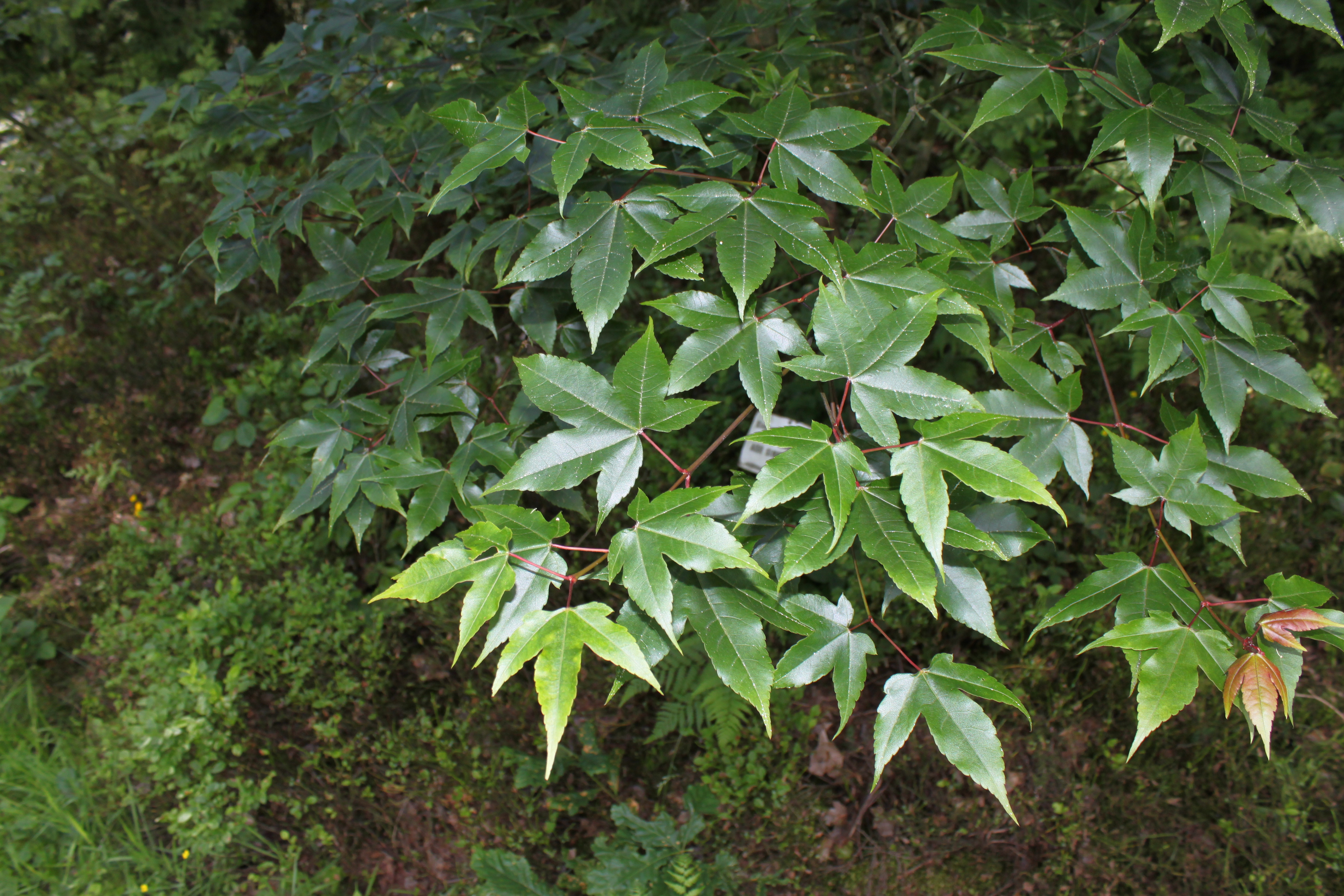
Sektion Palmata: Acer campbellii subsp. sinense

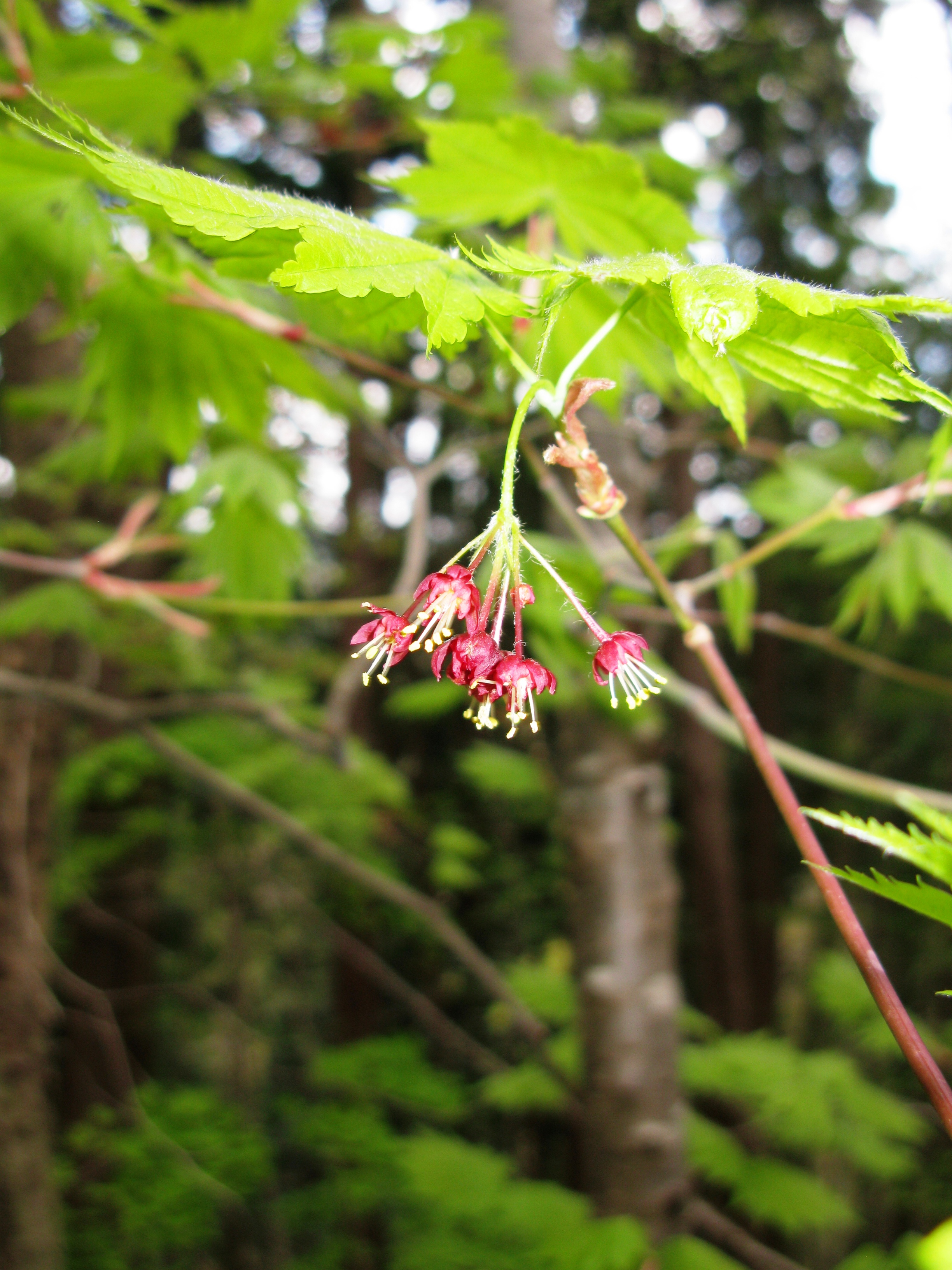
Sektion Palmata: Blütenstand des Japanischen Ahorn (Acer japonicum)

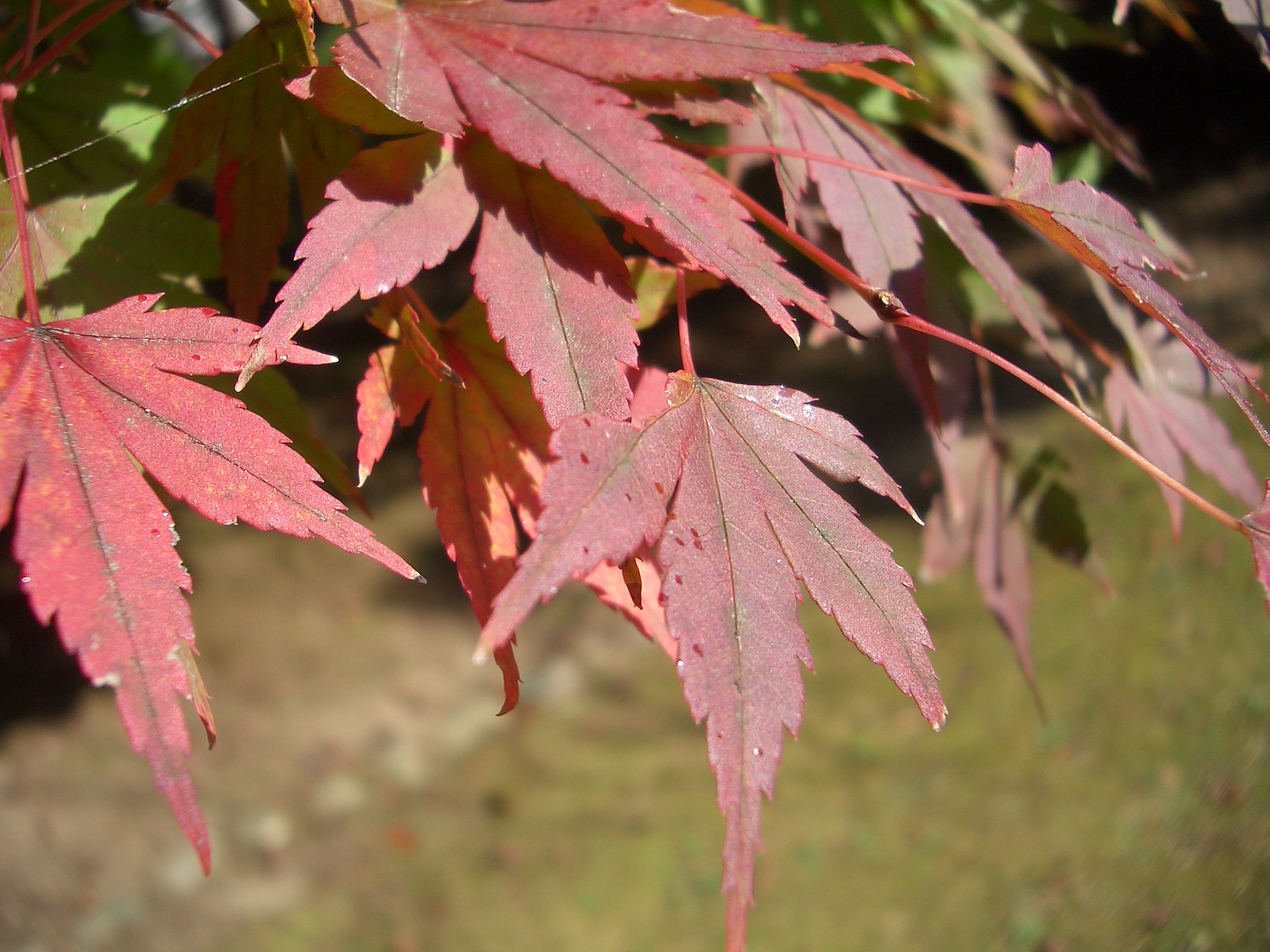
Sektion Palmata: Eine rotblättrige Sorte des Fächer-Ahorns (Acer palmatum)

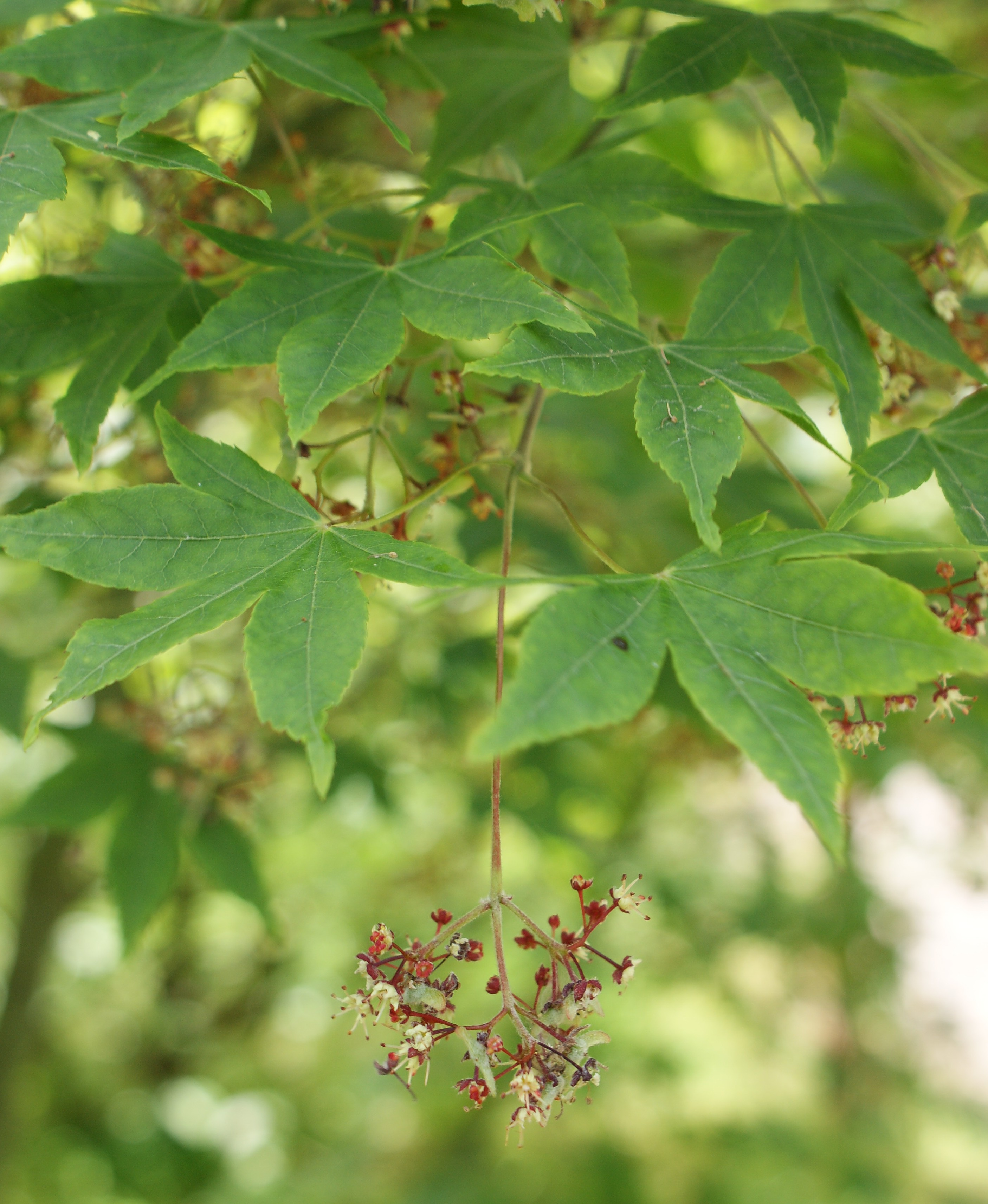
Sektion Palmata: Laubblätter und Blütenstand von Acer pubipalmatum

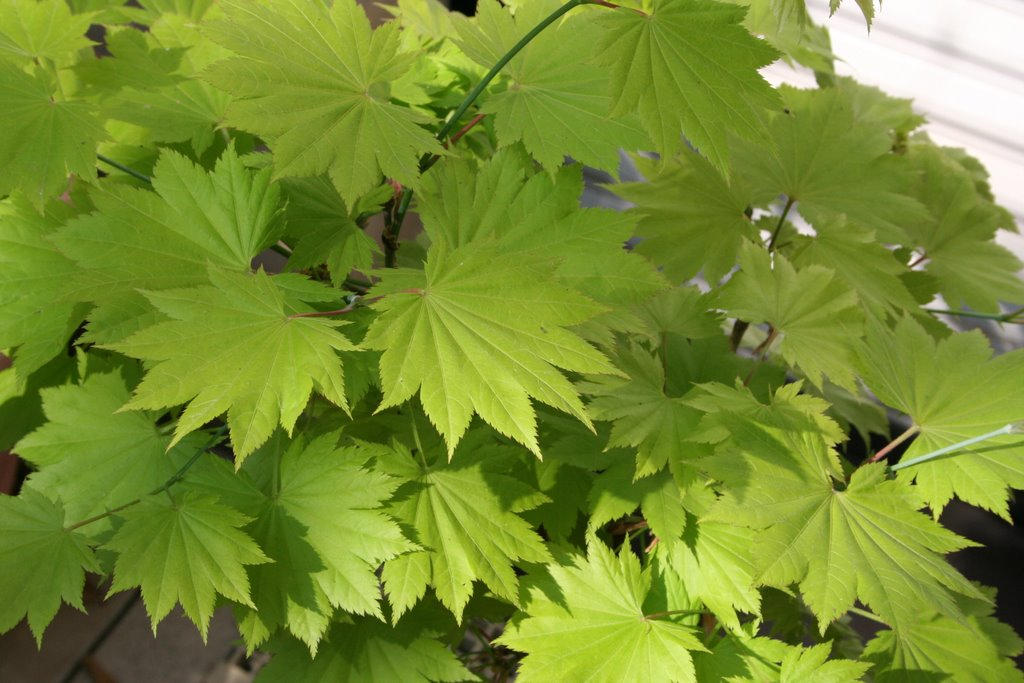
Sektion Palmata: Laubblätter des Shirasawas Fächer-Ahorn (Acer shirasawanum)

- Sektion Palmata Pax: Sie enthält etwa 35 Arten. Sie sind vom nördlichen Indien über Bhutan, Nepal, Thailand, Myanmar China (34 Arten), Korea, Vietnam und Japan bis zum südöstlichen Russland verbreitet; sie kommen auch im westlichen Nordamerika vor. Nach molekulargenetischen Untersuchung kann 2011 keine Gliederung in Serien erfolgen:[20]
  - Acer calcaratum Gagnep.: Sie kommt in Myanmar, Thailand, Vietnam und im südlichen Yunnan vor.[2]
  - Acer campbellii Hook. f. & Thomson ex Hiern: Die zwei Varietäten sind im nördlichen Indien, in Bhutan, Myanmar, Nepal, Vietnam, südlichen Tibet, südlichen Sichuan und im nordwestlichen Yunnan verbreitet.[2]
  - Acer ceriferum Rehder (Syn.: Acer anhweiense W.P.Fang & M.Y.Fang, Acer robustum Pax non Opiz): Sie gedeiht in Wäldern in Höhenlagen von 700 bis 2000 Metern in den chinesischen Provinzen Anhui, südliches Gansu, Henan, westliches Hubei, südliches Shaanxi, Shanxi, Sichuan sowie Zhejiang.[2]
  - Acer chapaense Gagnep.: Sie kommt in Vietnam vor.[12]
  - Acer chingii Hu (Syn.: Acer sinense subsp. chingii (Hu) A.E.Murray): Sie gedeiht in Wäldern in Höhenlagen von 1200 bis 2000 Metern in den chinesischen Provinzen nördliches Guangxi sowie südliches Guizhou.[2]
  - Weinblatt-Ahorn (Acer circinatum Pursh): Er ist im westlichen Nordamerika von der kanadischen Provinz British Columbia über die US-Bundesstaaten Washington sowie Oregon bis Kalifornien verbreitet und ist in vielen Gebieten der Welt ein Neophyt. Er wird als Zierpflanze verwendet.[12]
  - Acer confertifolium Merrill & F.P.Metcalf (Syn.: Acer john-edwardianum F.P.Metcalf): Sie gedeiht in Mischwäldern in Höhenlagen von 500 bis 1000 Metern in den chinesischen Provinzen östliches Fujian, nordöstliches Guangdong, südöstliches Jiangxi.[2]
  - Acer crassum Hu & W.C.Cheng: Dieser Endemit gedeiht in Mischwäldern in Höhenlagen von etwa 1000 Metern nur im südöstlichen Yunnan.[2]
  - Acer duplicatoserratum Hayata: Sie gedeiht in sommergrünen Wäldern in Höhenlagen von 200 bis 2000 Metern in Taiwan und in den chinesischen Provinzen Anhui, Fujian, Guizhou, südliches Henan, Hubei, Hunan, Jiangsu, Jiangxi, Shandong sowie Zhejiang verbreitet.[2] Da das Unterscheidungsmerkmal „flaumige Behaarung“ in den Populationen Übergänge aufweist, reicht es nicht aus, um Varietäten zu unterscheiden.[21]
  - Acer elegantulum W.P.Fang & P.L.Chiu (Syn.: Acer olivaceum W.P.Fang & P.L.Chiu, Acer yaoshanicum W.P.Fang): Sie gedeiht im Gebirge in Wäldern, meist in Tälern in Höhenlagen von 200 bis 1400 Metern in den chinesischen Provinzen südliches Anhui, Fujian, Guangxi, Guizhou, Hunan, Jiangxi sowie Zhejiang.[2]
  - Acer erianthum Schwer. (Syn.: Acer oxyodon Franch. ex W.P.Fang, Acer stachyanthum Franchet ex W.P.Fang non Hiern): Sie gedeiht in Mischwäldern in Höhenlagen von 1000 bis 2300 Metern in den chinesischen Provinzen südliches Gansu, nördliches Guangxi, westliches Hubei, südliches Shaanxi, Sichuan sowie Yunnan.[2]
  - Acer fabri Hance (Syn.: Acer fargesii Veitch ex Rehder, Acer prainii H.Lév.): Sie ist in Vietnam und in den chinesischen Provinzen Guangdong, Guangxi, Guizhou, Hainan, Hubei, Hunan, Jiangxi, Sichuan sowie Yunnan verbreitet.[2]
  - Acer fenzelianum Handel-Mazzetti: Sie kommt in Vietnam und im südlichen Yunnan vor.[2]
  - Acer flabellatum Rehder (Syn.: Acer gracile W.P.Fang & M.Y.Fang non Saporta, Acer mapienense W.P.Fang, Acer shangszeense W.P.Fang & T.P.Soong): Sie ist in Vietnam, Myanmar und in den chinesischen Provinzen Guangxi, Guizhou, westliches Hubei, Jiangxi, Sichuan sowie Yunnan verbreitet.[2]
  - Acer hilaense Hu & W.C.Cheng: Dieser Endemit gedeiht in Mischwäldern in Höhenlagen von etwa 1500 Metern nur im westlichen Yunnan.[2]
  - Japanischer Ahorn (Acer japonicum Thunb.): Er kommt in Japan natürlich vor und wird beispielsweise in China angepflanzt.[2]
  - Acer kuomeii W.P.Fang & M.Y.Fang: Sie gedeiht in Bergwäldern meist in Tälern in Höhenlagen von 1300 bis 2300 Metern nur in den chinesischen Provinzen westliches Guangxi sowie südöstliches Yunnan.[2]
  - Acer kwangnanense Hu & W.C.Cheng (Acer fengii A.E.Murray): Dieser Endemit gedeiht in Mischwäldern in Höhenlagen von 1000 bis 1500 Metern nur im südöstlichen Yunnan.[2]
  - Acer kweilinense W.P.Fang & M.Y.Fang (Syn.: Acer huangpingense T.Z.Hsu): Sie gedeiht in lichten Wäldern in Höhenlagen von 1000 bis 1500 Metern nur in den chinesischen Provinzen nordöstliches Guangxi sowie südöstliches Guizhou.
  - Acer laevigatum Wall.: Die zwei Varietäten sind im nördlichen Indien, in Bhutan, Nepal, Myanmar, Vietnam, im südlichen Tibet und in den chinesischen Provinzen Guangdong, Guangxi, Guizhou, westlichen Hubei, Hunan, nördlichen Shaanxi, Sichuan sowie Yunnan verbreitet.[2]
  - Acer linganense W.P.Fang & P.L.Chiu: Sie gedeiht in Mischwäldern in Höhenlagen von 600 bis 1300 Metern in den chinesischen Provinzen südliches Anhui sowie Zhejiang.[2]
  - Acer miaoshanicum W.P.Fang: Sie gedeiht in Mischwäldern in Höhenlagen von 900 bis 1200 Metern nur in den chinesischen Provinzen nordöstliches Guangxi sowie südöstliches Guizhou.[2]
  - Acer oligocarpum W.P.Fang & L.C.Hu (Syn.: Acer foveolatum C.Y.Wu): Sie gedeiht in Mischwäldern in Höhenlagen von 1400 bis 1600 Metern im südlichen Tibet sowie in Yunnan.[2]
  - Olivers Ahorn (Acer oliverianum Pax, Syn.: Acer lanpingense W.P.Fang & M.Y.Fang, Acer schneiderianum Pax & K.Hoffmann): Sie gedeiht in Wäldern in Tälern in Höhenlagen von 1000 bis 2000 Metern im zentralen bis nördlichen Taiwan und in den chinesischen Provinzen Anhui, Fujian, südliches Gansu, Guizhou, südliches Henan, westliches Hubei, Hunan, Jiangxi, südliches Shaanxi, Sichuan, Yunnan sowie Zhejiang.[2]
  - Fächer-Ahorn (Acer palmatum Thunb.): Er ist in Südkorea und auf den japanischen Inseln Hokkaidō, Honshu, Kyushu sowie Shikoku beheimatet.[2][12] Viele Sorten werden in den gemäßigten Gebieten weltweit als Zierpflanzen verwendet.[2] Bei manchen Autoren gibt es Unterarten, eine davon ist ein Endemit auf Honshu.[12]
  - Acer pauciflorum W.P.Fang (Syn.: Acer changhuaense (W.P.Fang & M.Y.Fang) W.P.Fang & P.L.Chiu, Acer pubipalmatum W.P.Fang): Sie gedeiht in lichten Wäldern in Höhenlagen von 500 bis 1000 Metern nur in den chinesischen Provinzen südliches Anhui sowie Zhejiang.[2]
  - Koreanischer Fächer-Ahorn (Acer pseudosieboldianum (Pax) Kom.): Er ist im östlichen Russland, in Korea und in den chinesischen Provinzen Heilongjiang, südöstliches Jilin sowie östliches Liaoning verbreitet.[2]
  - Acer pubinerve Rehder: Sie gedeiht in Wäldern in Höhenlagen von etwa 100 Metern in den chinesischen Provinzen südliches Anhui, nördliches Fujian, Guangdong, nördliches Guangxi, südliches Guizhou, östliches Jiangxi sowie Zhejiang.[2]
  - Acer pubipetiolatum Hu & W.C.Cheng: Die zwei Varietäten gedeihen in Mischwäldern, in Tälern und an Hängen des tropischen Karstes in Höhenlagen von 800 bis 2600 Metern nur in den chinesischen Provinzen südwestliches Guizhou sowie Yunnan.[2]
  - Acer serrulatum Hayata: Sie gedeiht in Wäldern in Höhenlagen von 1000 bis 2000 Metern nur im zentralen bis nördlichen Taiwan.[2]
  - Shirasawas Fächer-Ahorn (Acer shirasawanum Koidz.): Er kommt nur auf den japanischen Inseln Honshu sowie Shikoku vor. Er wird als Zierpflanze verwendet.[12]
  - Siebolds Fächer-Ahorn (Acer sieboldianum Miq.): Er ist auf den japanischen Inseln Hokkaidō, Kyushu, Honshū sowie Shikoku verbreitet. Er wird als Zierpflanze verwendet.[12]
  - Acer sinense Pax: Sie gedeiht in Wäldern in Tälern in Höhenlagen von 500 bis 2500 Metern in den chinesischen Provinzen Fujian, Guangdong, Guangxi, Guizhou, Henan, Hubei sowie Sichuan.[2]
  - Acer sino-oblongum F.P.Metcalf: Dieser Endemit gedeiht in immergrünen Wäldern in nahe der Küste nur in der chinesischen Provinz Guangdong.[2]
  - Acer tonkinense Lecomte: Sie ist in Myanmar, Thailand, im nördlichen Vietnam, südöstlichen Tibet und in den chinesischen Provinzen Guangxi, südliches Guizhou sowie südöstliches Yunnan verbreitet.[2]
  - Acer tutcheri Duthie: Von den zwei Arten kommt eine nur in Taiwan vor und die andere ist in den chinesischen Provinzen Fujian, Guangdong, Guangxi, südliches Hunan, südliches Jiangxi sowie südliches Zhejiang verbreitet. Sie gedeihen in Wäldern in Höhenlagen von 300 bis 1000 Metern.[2]
  - Acer wangchii W.P.Fang: Sie gedeiht in Mischwäldern in Höhenlagen von 700 bis 1500 Metern nur in den chinesischen Provinzen nördliches Guangxi sowie Guizhou.[2]
  - Acer wilsonii Rehder (Syn.: Acer angustilobum Hu, Acer sichourense (W.P.Fang & M.Y.Fang) W.P.Fang, Acer taipuense W.P.Fang): Sie ist Myanmar, Thailand, Vietnam, Tibet und in den chinesischen Provinzen nördliches Guangdong, nördliches Guangxi, Guizhou, Henan, Hubei, Hunan, Jiangsu, Jiangxi, südliches Shaanxi, östliches Sichuan, Yunnan sowie Zhejiang verbreitet.[2]

- Sektion Parviflora Koidzumi: Sie enthält zwei Serien:[15]
  - Serie Distyla (Ogata) A.E.Murray: Sie enthält nur eine Art:[15]
    - Acer distylum Siebold & Zucc.: Es ist ein Endemit auf der japanischen Insel Honshū.[12]

  - Serie Parviflora: Sie enthält nur eine Art:[15]
    - Acer nipponicum H.Hara: Sie kommt auf den japanischen Inseln Honshū, Kyushu sowie Shikoku vor.[19] Er wird als Zierpflanze verwendet.[12]

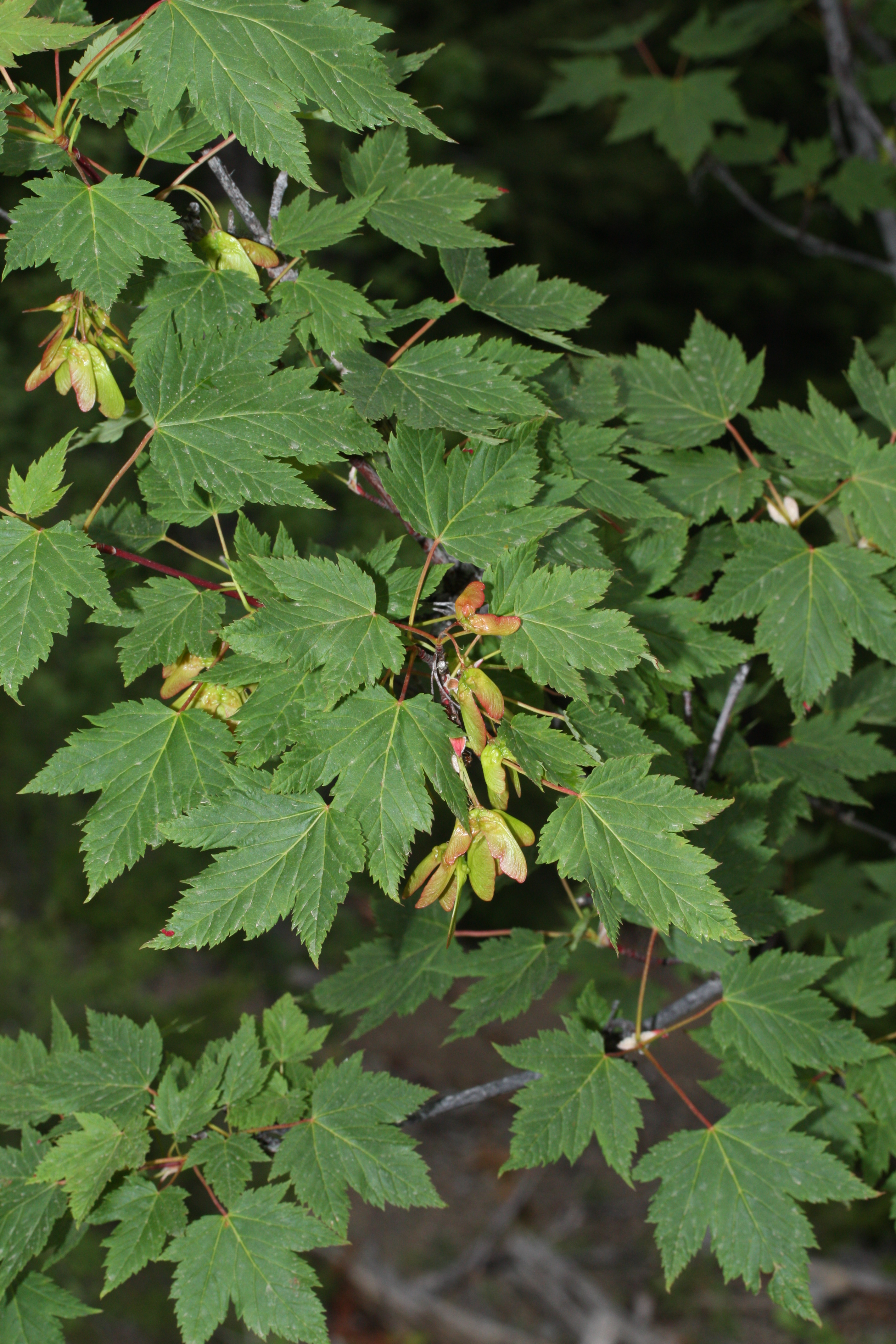
Sektion Glabra: Acer glabrum

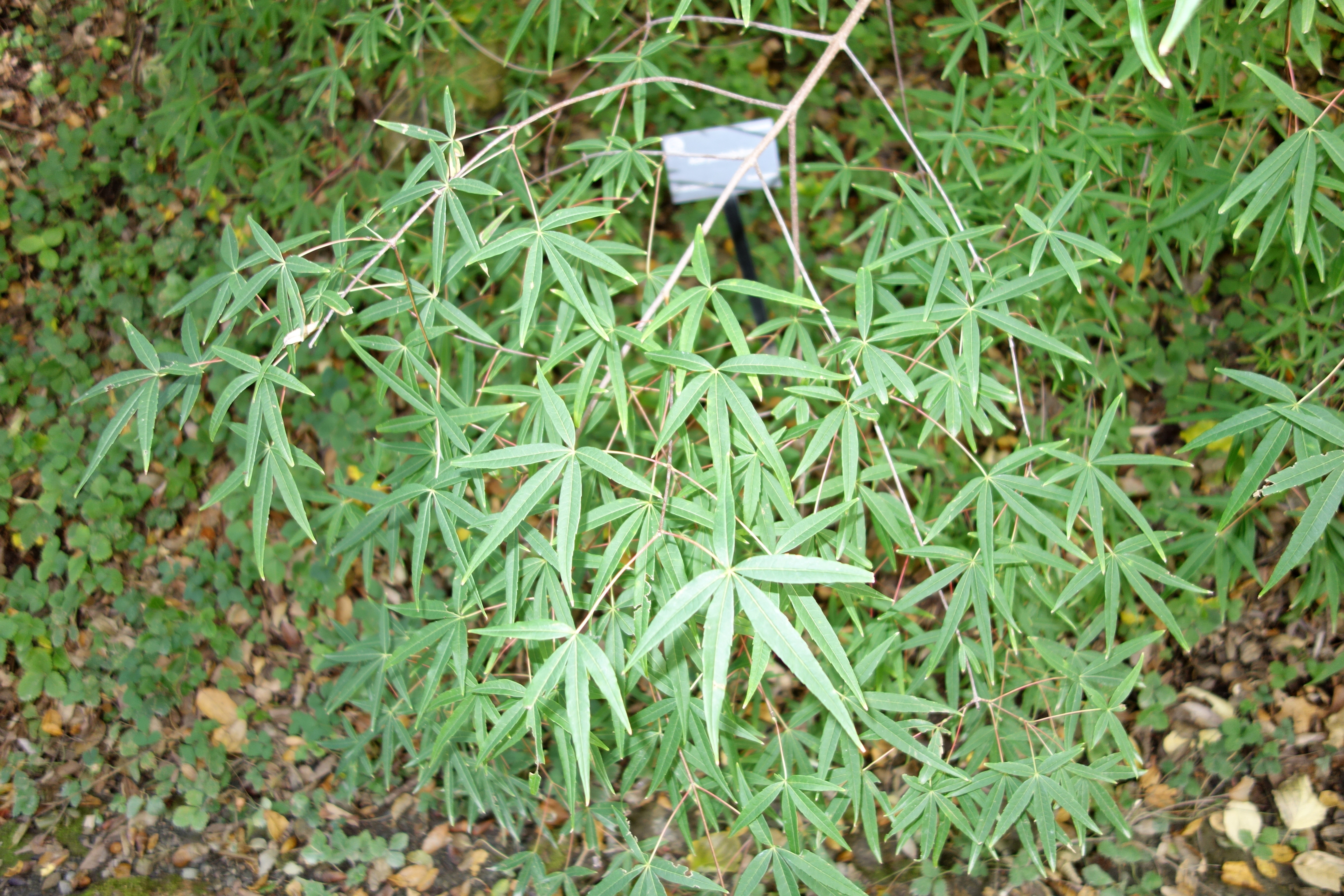
Sektion Pentaphylla: Zweig mit Laubblättern von Acer pentaphyllum

- Sektion Pentaphylla Hu & W.C.Cheng: Sie enthält nur noch eine Serie:
  - Serie Pentaphylla: Sie enthält nur eine Art:[2]
    - Acer pentaphyllum Diels: Diese sehr seltene, gefährdete Art gedeiht in Mischwäldern in Tälern in Höhenlagen von 2300 bis 2900 Metern nur im südwestlichen Sichuan.[2]

- Sektion Platanoidea Pax:[15] Sie enthält 15 bis 16 Arten in Europa, China (zwölf Arten), Japan und Russland:[2]
  - Acer acutum W.P.Fang:[15] Sie gedeiht in Wäldern in Höhenlagen von 800 bis 1100 Metern in den chinesischen Provinzen südliches Anhui, südliches Henan, Jiangxi sowie Zhejiang.[2]
  - Acer amplum Rehder: Es gibt etwa vier Unterarten:[2][15]
    - Acer amplum Rehder subsp. amplum:[15] Sie gedeiht in Wäldern in Tälern in Höhenlagen von 1000 bis 2000 Metern in den chinesischen Provinzen südliches Anhui, Fujian, nordwestliches Guangdong, Guangxi, Guizhou, Hubei, Hunan, Jiangxi, Sichuan, Yunnan sowie Zhejiang.[2]
    - Acer amplum subsp. bodinieri (H.Lev.) Y.S.Chen:[15] Sie kommt in Vietnam und in den chinesischen Provinzen Guangxi, Guizhou, Hunan sowie Yunnan vor.[2]
    - Acer amplum subsp. catalpifolium (Rehder) Chen: Diese Neukombination erfolgte 2008.[15] Sie gedeiht in Mischwäldern in Tälern in Höhenlagen von 500 bis 2000 Metern in den chinesischen Provinzen nordöstliches Guangxi, nördliches Guizhou sowie Sichuan.[2]
    - Acer amplum subsp. tientaiense (C.K.Schneider) Y.S.Chen:[15] Sie gedeiht in Mischwäldern in Höhenlagen von 700 bis 1000 Metern in den chinesischen Provinzen Fujian, Jiangxi sowie Zhejiang.[2]

  - Feld-Ahorn, auch Maßholder genannt (Acer campestre L., Syn.: Acer affine Opiz, Acer austriacum Tratt., Acer bedoei Borbás, Acer collinum (DC.) Ten., Acer leiocarpon Opiz, Acer microcarpon Opiz, Acer molle Opiz, Acer campestre subsp. hebecarpum (DC.) Pax, Acer campestre var. leiocarpon Wallr. non Pax, Acer campestre subsp. leiocarpum Pax non Wallr.):[15] Er ist vom nordwestlichen Afrika über Europa bis zum Kaukasusraum[16] bis dem nördlichen Iran Pakistan verbreitet. Er wird in den gemäßigten Gebieten fast weltweit angepflanzt.[8]
  - Kolchischer Ahorn (Acer cappadocicum Gled.): Sie kommt im südlichen Italien, in Südwestasien: nordöstliche Türkei, Kaukasien, nördlicher Iran; Himalaya: im nördlichen Indien, in Kaschmir, Pakistan, Nepal, Bhutan, Tibet; Japan und in den chinesischen Provinzen Guizhou, westliches Hubei, südliches Shaanxi sowie Sichuan vor.[2][8] Es gibt etwa zwei Unterarten.[15]
  - Acer chunii W.P.Fang: Von dieser seltenen Art[2] gibt etwa zwei Varietäten:[15]
    - Acer chunii W.P.Fang subsp. chunii[15] Sie gedeiht im lichten Wald in Höhenlagen von 800 bis 1200 Metern in den chinesischen Provinzen Fujian sowie nördliches Guangdong.
    - Acer chunii subsp. dimorphophyllum W.P.Fang:[15] Dieser Endemit gedeiht im lichten Wald in Höhenlagen von 1000 bis 2500 Metern nur im südwestlichen Sichuan.[2]

  - Acer divergens Koch ex Pax:[15] Sie kommt von der östlichen Türkei bis Transkaukasien vor.
  - Acer fulvescens Rehder: Sie gedeiht in Wäldern in Höhenlagen von 1800 bis 3200 Metern in Sichuan sowie im südöstlichen Tibet.[2]
  - Acer lobelii Ten.:[15] Sie kommt vom zentralen bis zum südlichen Italien vor.
  - Acer longipes Franch. ex Rehder[15] (Syn.: Acer pashanicum W.P.Fang & T.P.Soong): Sie gedeiht in Mischwäldern in Höhenlagen von 300 bis 1600 Metern in den chinesischen Provinzen Chongqing, nördliches Guangxi, südliches Henan, Hunan, westliches Hubei, Jiangxi sowie südliches Shaanxi.[2]
  - Acer miaotaiense P.C.Tsoong[15] (Syn.: Acer yangjuechi W.P.Fang & P.L.Chiu): Sie gedeiht in Mischwäldern in Höhenlagen von 700 bis 1600 Metern in den chinesischen Provinzen südöstliches Gansu, südwestliches Henan, nordwestliches Hubei, südliches Shaanxi sowie Zhejiang.[2]
  - Miyabes Ahorn (Acer miyabei Maxim.,[15] manchmal eine Unterart von Acer miaotaiense): Er soll in Japan und China vorkommen, aber in der Flora of China ist er ein Synonym.
  - Acer okamotoanum Nakai: Dieser Endemit kommt in Südkorea nur in Kyongsang Puk vor.[12]
  - Acer pictum Thunb. ex Murray: Die fünf bis acht Unterarten[15] sind in Asien verbreitet:
    - Acer pictum subsp. dissectum (Wesm) H.Ohashi (Syn.: Acer marmoratum (G.Nicholson) H.Hara, Acer pictum var. dissectum Wesm., Acer pictum var. connivens G.Nicholson, Acer pictum var. marmoratum G.Nicholson):[15] Sie kommt vom zentralen bis ins südliche Japan vor.
    - Acer pictum subsp. glaucum (Koidz) H.Ohashi:[15] Dieser Endemit kommt nur im zentralen Honshu vor.
    - Acer pictum subsp. macropterum (W.P.Fang) H.Ohashi:[15] Sie gedeiht in Mischwäldern in Höhenlagen von 1900 bis 3300 Metern im südöstlichen Tibet und in den chinesischen Provinzen südöstliches Gansu, westliches Sichuan sowie Yunnan.[2]
    - Acer pictum subsp. mayrii (Schwerin) H.Ohashi[15] Sie kommt von Sachalin über das nördliche bis ins zentrale Japan vor.
    - Acer pictum subsp. mono (Maxim.) H.Ohashi[15] Sie ist in Japan, im östlichen Russland, in Korea, in der Mongolei, in der Inneren Mongolei und in den chinesischen Provinzen Anhui, Gansu, Hebei, Heilongjiang, Henan, Hubei, Hunan, Jiangsu, Jilin, Liaoning, Shaanxi, Shanxi, Sichuan, Yunnan sowie Zhejiang verbreitet.[2]
    - Acer pictum Thunb. ex Murray subsp. pictum: Sie kommt in Japan sowie Korea vor. Sie wird beispielsweise in China angebaut.[2]
    - Acer pictum subsp. pubigerum (W.P.Fang) Y.S.Chen: Diese Neukombination erfolgte 2008.[15] Sie gedeiht in Lorbeerwäldern in Höhenlagen von 700 bis 1200 Metern in den chinesischen Provinzen südliches Anhui sowie Zhejiang.[2]
    - Acer pictum subsp. savatieri (Pax) H.Ohashi:[15] Sie kommt nur auf den japanischen Inseln zentrales Honshu sowie Shikoku vor.
    - Acer pictum subsp. taishakuense (Ogata) H.Ohashi:[15] Dieser Endemit kommt nur im Taishaku-kyo Tal auf Honshu vor.

  - Spitz-Ahorn, auch Spitzblättriger Ahorn genannt (Acer platanoides L.):[15] Er ist von Südwest- über Mittel- und Nord- bis Ost- sowie Südosteuropa und im Kaukasusraum, West- sowie Mittelasien weitverbreitet. Es gibt Fundorte von Spanien, Frankreich, Belgien über Deutschland, Polen, die ehemalige Tschechoslowakei und Österreich bis Ungarn, in der Schweiz, Italien, im ehemaligen Jugoslawien, Bulgarien, Rumänien, Albanien, Griechenland, Finnland, Norwegen, Schweden, Estland, Lettland, Litauen, Belarus, dem europäischen Teil Russlands, Ukraine, Armenien, Aserbaidschan, Georgien, Dagestan, Ciskaucasien, Kirgisistan, Tadschikistan bis zum Iran und Afghanistan.[12]
  - Acer shenkanense W.P.Fang ex C.C.Fu[15] (Syn.: Acer tricaudatum W.P.Fang & C.C.Fu): Sie gedeiht in Wäldern entlang von Fließgewässern, in Mischwäldern und in Tälern in Höhenlagen von 700 bis 3000 Metern in den chinesischen Provinzen südöstliches Gansu, westliches Hubei, südliches Shaanxi sowie nördliches bis nordwestliches Sichuan.[2]
  - Acer tenellum Pax:[15] Sie gedeiht mit zwei Varietäten in Mischwäldern in Tälern in Höhenlagen von 1200 bis 1900 Metern im westlichen Hubei sowie im östlichen bis südöstlichen Sichuan.[2]
  - Acer tibetense W.P.Fang:[15] Sie gedeiht in Wäldern in Tälern in Höhenlagen von 1600 bis 2700 Metern nur im südöstlichen Tibet.[2]
  - Chinesischer Spitz-Ahorn (Acer truncatum Bunge,[15] Syn.: Acer lobulatum Nakai): Er ist in Korea, in der Inneren Mongolei und in den chinesischen Provinzen Gansu, Hebei, Henan, Jiangsu, Jilin, Liaoning, Shaanxi, Shandong sowie Shanxi verbreitet.[2]
  - Acer turkestanicum Pax:[15] Sie kommt in Zentralasien in Kirgisistan, Tadschikistan, Usbekistan, Afghanistan sowie Pakistan vor.
- Sektion Pubescentia (Pojarkova) Ogata:[15] Sie enthält nur zwei Arten in Pakistan, Afghanistan und nördlichen China:[2]
  - Acer pilosum Maxim: Sie gedeiht mit zwei Varietät in Wäldern in Höhenlagen von 1000 bis 2000 Metern in der südwestlichen Inneren Mongolei und in den chinesischen Provinzen Gansu, südöstliches Ningxia, Shaanxi sowie Shanxi.[2]
  - Acer pentapomicum J.L.Stewart ex Brandis: Sie kommt in Pakistan und Afghanistan vor.

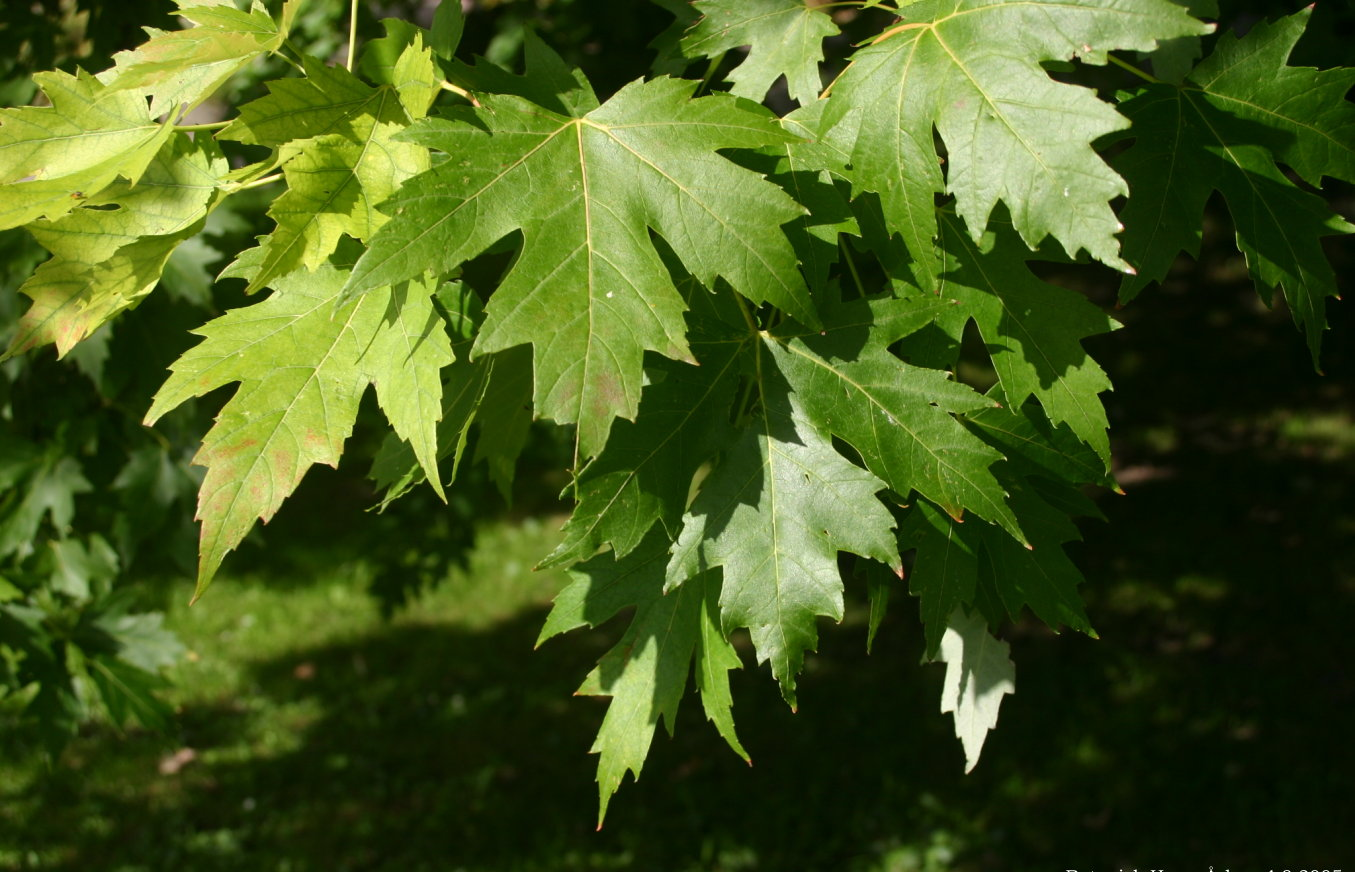
Sektion Rubra: Silber-Ahorn (Acer saccharinum)

- Sektion Rubra Pax: Sie enthält drei bis vier Arten:[15]
  - Acer pycnanthum K.Koch: Dieser Endemit gedeiht an feuchten Standorten in den Bergen auf der japanischen Insel Honshū.[12][19]
  - Rot-Ahorn (Acer rubrum L., Syn.: Acer tomentosum Du Tour): Er ist im östlichen Nordamerika verbreitet. Er wird als Zierpflanze verwendet.[12]

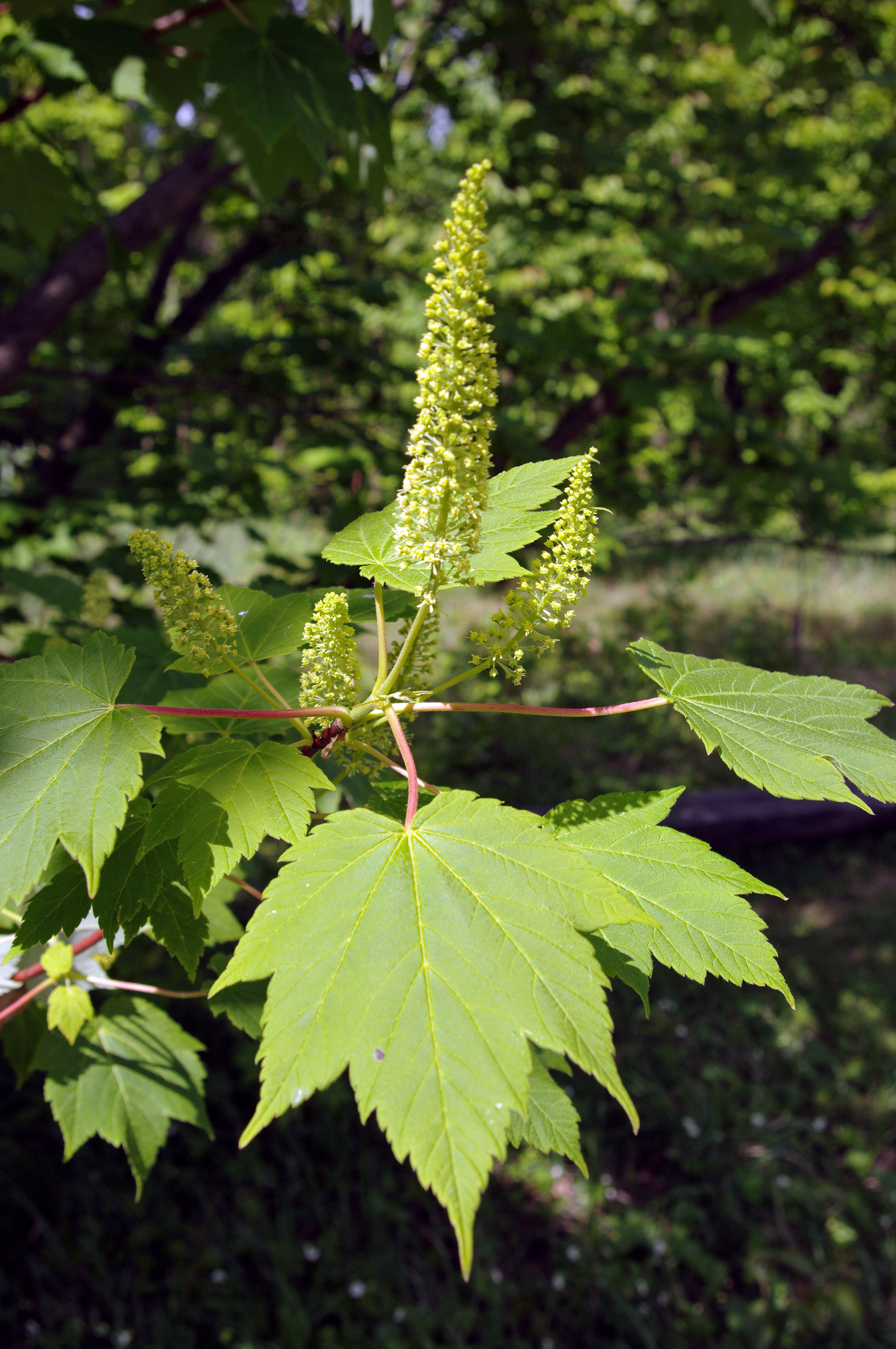
Sektion Spicata: Laubblätter und Blütenstand von Acer ukurunduense

  - Silber-Ahorn (Acer saccharinum L.): Er ist im östlichen Nordamerika verbreitet und ist in einigen Gebieten der Welt ein Neophyt. Er wird als Zierpflanze verwendet.[12]

- Sektion Spicata Pax: Von den drei Arten[15] kommen zwei im östlichen sowie südlichen Asien und eine in Nordamerika vor:[2]
  - Geschwänzter Ahorn (Acer caudatum Wall.): Er ist in Bhutan, Nordwest- und Nordostindien, Sikkim, Myanmar sowie Nepal und in China kommt die Art von Tibet und der Inneren Mongolei bis ins mittlere und südliche China vor.[2]
  - Vermont-Ahorn (Acer spicatum Lam.): Er ist in Nordamerika verbreitet.
  - Acer ukurunduense Trautvetter & C.A.Meyer (Syn. Acer caudatum subsp. ukurunduense (Trautv. & C.A.Mey.) A.E.Murray, Acer caudatum var. ukurunduense (Trautv. & C.A.Mey.) Rehder, Acer dedyle Maxim., Acer lasiocarpum H.Lév. & Vaniot, Acer spicatum var. ukurunduense (Trautv. & C.A.Mey.) Maxim., Acer spicatum var. ussuriense Budishchev, Acer ukurunduense var. changbaishanense W.Cao): Sie kommt in Japan, Korea, östlichen Russland und in den chinesischen Provinzen Heilongjiang, Jilin sowie Liaoning vor.[2]

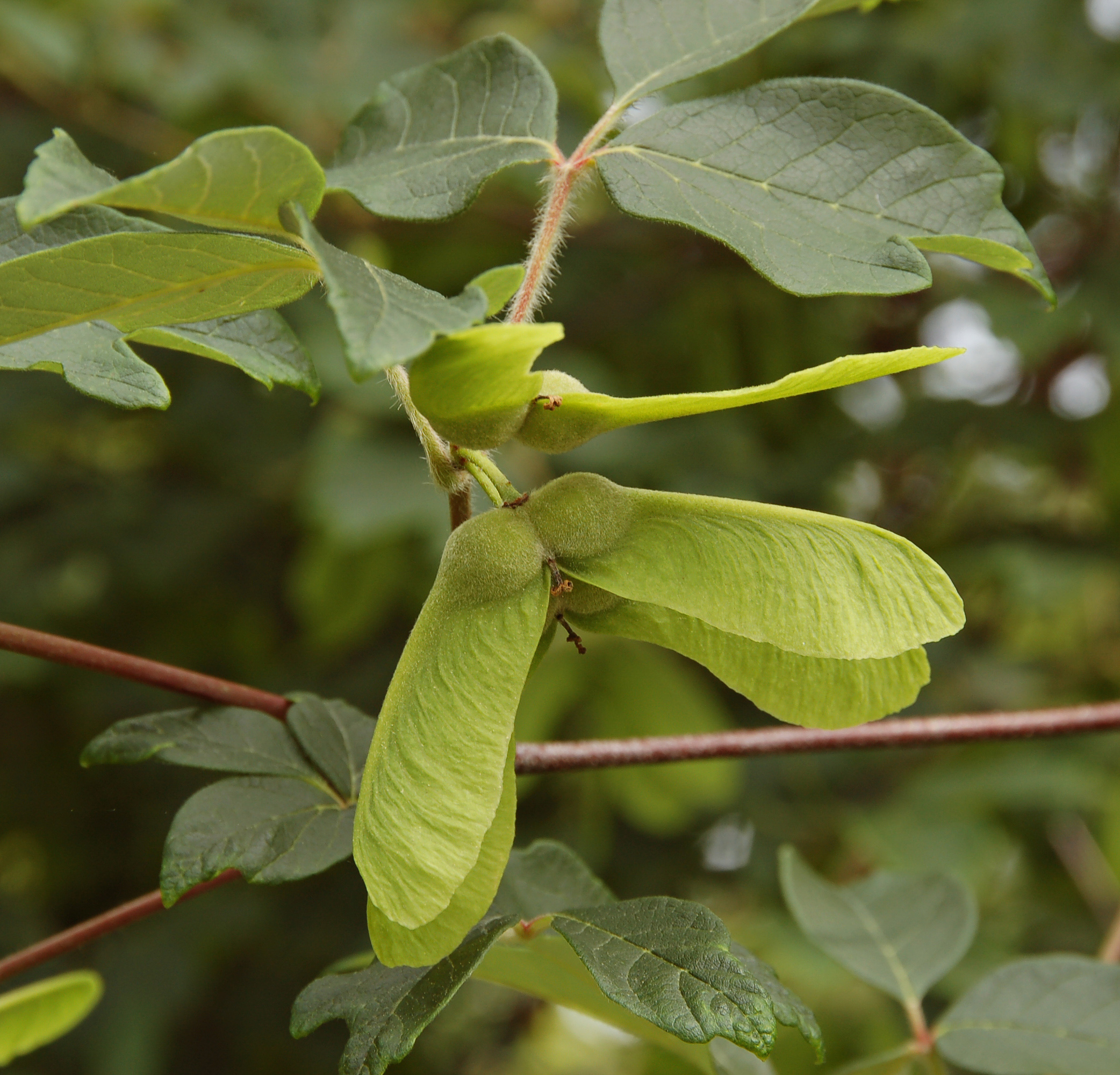
Sektion Trifoliata: Laubblätter und Früchte des Zimt-Ahorn (Acer griseum)

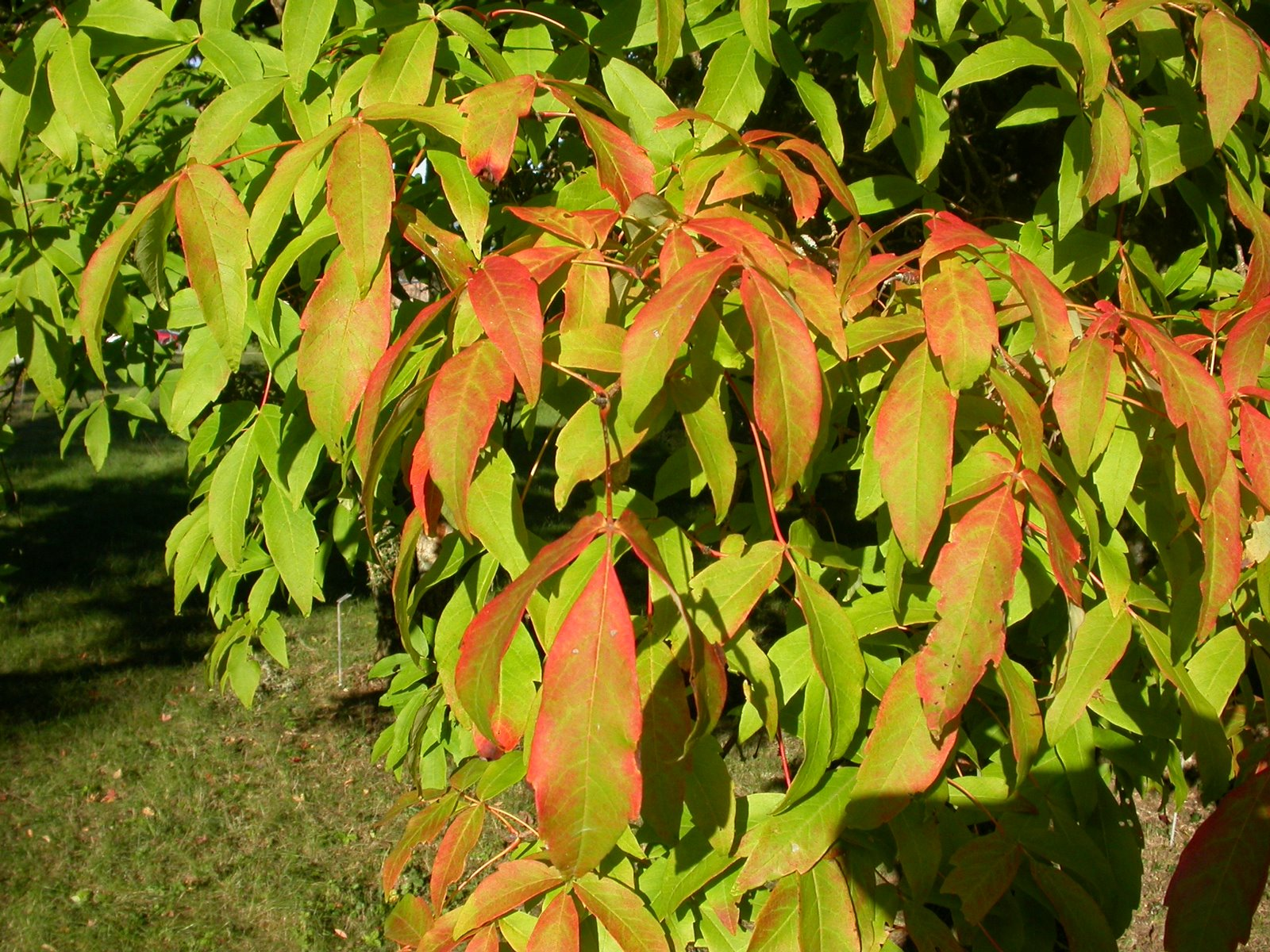
Sektion Trifoliata: Laubblätter des Dreiblütigen Ahorn (Acer triflorum)

- Sektion Trifoliata Pax:[15] Sie enthält zwei oder drei Serien mit etwa fünf Arten im östlichen Asien:
  - Serie Grisea Pojárkova: Sie enthält etwa drei Arten:[15]
    - Zimt-Ahorn (Acer griseum (Franch.) Pax, Syn.: Acer nikoense var. griseum Franch., Acer leiopodum (Handel-Mazzetti) W.P.Fang & H.F.Chow, Acer pedunculatum K.S.Hao, Acer shensiense W.P.Fang & L.C.Hu, Acer triflorum subsp. leiopodum (Handel-Mazzetti) A.E.Murray, Acer triflorum var. leiopodum Handel-Mazzetti, Acer zhongtiaoense W.P.Fang & B.L.Li): Er gedeiht in Mischwäldern in Höhenlagen von 1500 bis 2000 Metern in den chinesischen Provinzen südöstlichen Gansu, südwestlichen Henan, westlichen Hubei, nordwestlichen Hunan, südlichen Shaanxi, südlichen Shanxi sowie östlichen Sichuan.[2]
    - Nikko-Ahorn (Acer maximowiczianum Miq., Syn.: Acer nikoense hort. non Maxim., Acer maximowiczianum subsp. megalocarpum (Rehder) A.E.Murray, Acer nikoense var. megalocarpum Rehder, Negundo nikoense Miq.): Er kommt in China und Japan vor.
    - Dreiblütiger Ahorn (Acer triflorum Kom.): Er kommt in Korea und in den chinesischen Provinzen Heilongjiang, Jilin sowie Liaoning vor.[2]

  - Serie Mandshurica Pojárkova: Sie enthält nur eine Art:[15]
    - Mandschurischer Ahorn (Acer mandshuricum Maxim., Syn.: Acer kansuense W.P.Fang & C.Y.Chang, Acer mandshuricum subsp. kansuense (W.P.Fang & C.Y.Chang) W.P.Fang): Er kommt in Korea, im östlichen Russland und in den chinesischen Provinzen südöstlichen Gansu, Heilongjiang, Jilin, Liaoning sowie südlichen Shaanxi vor.[2]

  - Serie Emeiensia de Jong: Sie enthält nur eine Art:[15]
    - Acer sutchuenense Franch.: Diese sehr seltene, gefährdete Art gedeiht in Mischwäldern in Höhenlagen von 1000 bis 2500 Metern im westlichen Hubei, nordwestlichen Hunan sowie Sichuan.[2]
- Sektion Wardiana (de Jong) de Jong:[12] Sie enthält nur eine Art, deren Stellung im System, bisher in der Sektion Macrantha, lange diskutiert wurde:[14][15]
  - Acer wardii W.W.Sm.[14] (Syn.: Acer mirabile Handel-Mazzetti): Sie kommt vom nordöstlichen Indien über das nordöstliche Myanmar und östliche Tibet bis ins nordwestliche Yunnan vor.[2]

### Hybriden
Es gibt einige Hybriden (Auswahl):
- Acer ×boscii Spach

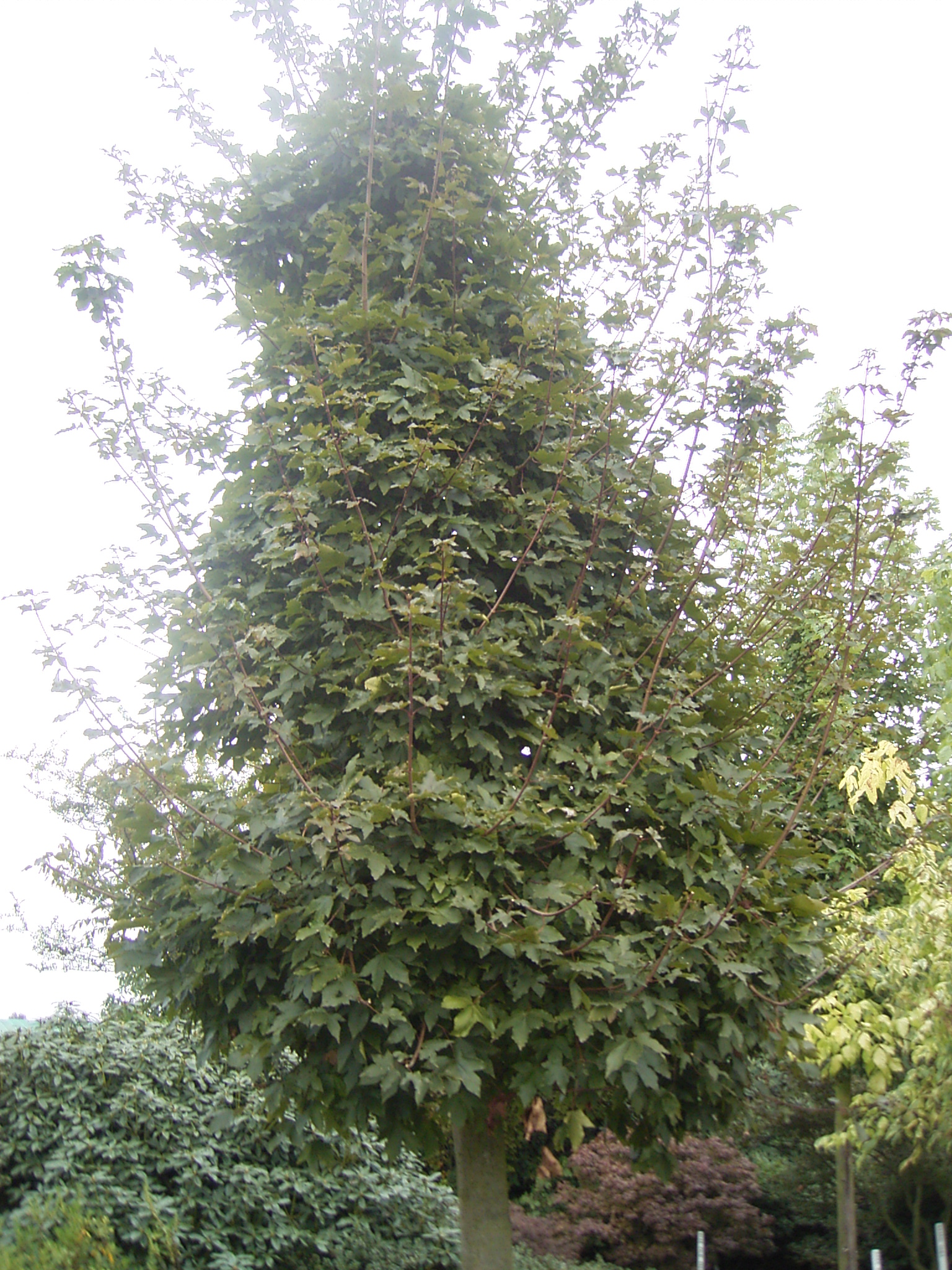
Habitus der Sorte Acer ×zoeschense ‘Annae’

- Acer ×coriaceum Bosc ex Tausch (Syn.: Acer ×rotundilobum Schwer.) = Acer monspessulanum × Acer opalus
- Freemans Ahorn (Acer ×freemanii A.E.Murray = Acer rubrum × Acer saccharinum)
- Acer ×hillieri Lancaster = Acer miyabei × Acer cappadocicum
- Acer ×hybridum Bosc
- Acer ×osmastonii Gamble = Acer campbellii × Acer laevigatum[22]
- Acer ×schwerinii Pax
- Zoeschener Ahorn (Acer ×zoeschense Pax): Dies ist eine Hybride aus Feldahorn (Acer campestre) und Kolchischem Ahorn (Acer cappadocicum).

## Verwechslung
Aufgrund ihrer ähnlichen Blattformen wird die häufig als Straßenbaum gepflanzte Ahornblättrige Platane (Platanus ×acerifolia) für eine Ahorn-Art gehalten; Platanen-Arten haben jedoch im Gegensatz zu den Ahorn-Arten immer wechselständige Laubblätter und häufig eine sehr charakteristische Borke.

## Nutzung

### Holz

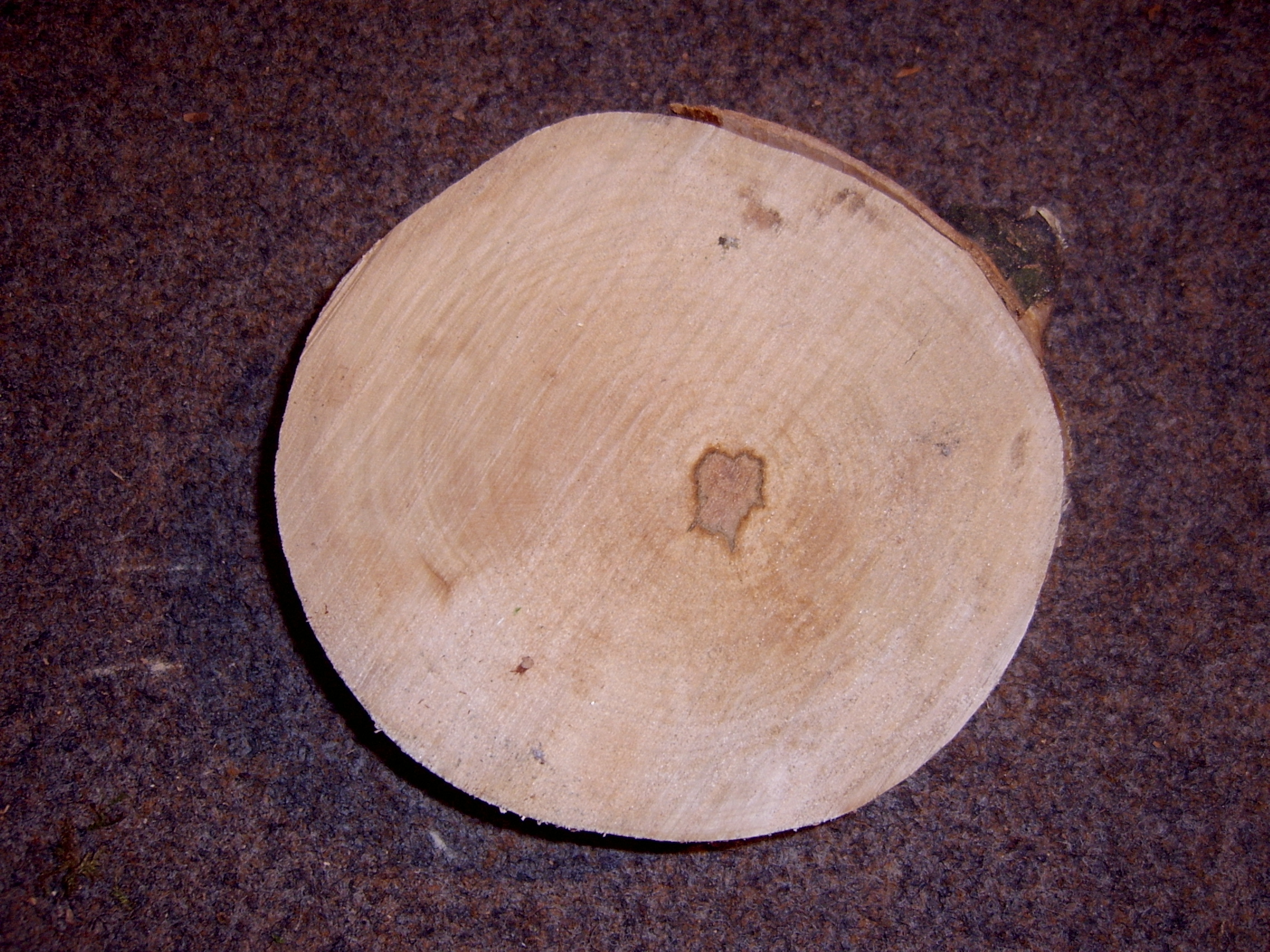
Ahorn-Stammquerschnitt

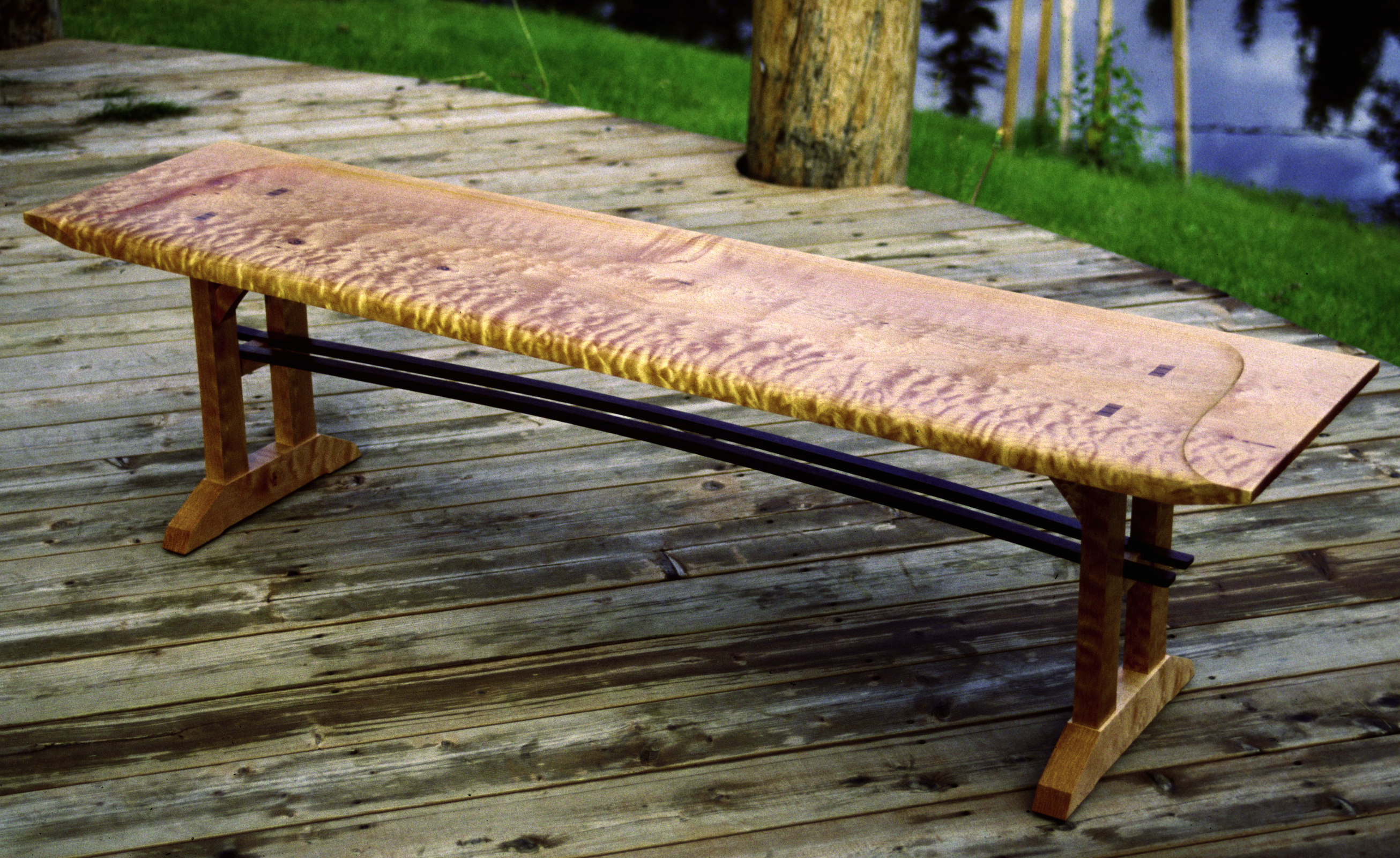
Bank aus sogenanntem „Muschelahorn“ (Zucker-Ahorn mit Wellenmuster)

Ahornholz wird vor allem als Möbelholz genutzt. Kommerziell relevant ist vor allem das Holz einiger hochwachsender Arten wie des Berg-Ahorns (Acer pseudoplatanus) und des Spitz-Ahorns (Acer platanoides) in Eurasien. In Nordamerika sind vor allem der Zucker-Ahorn (Acer saccharum) und der Schwarze Zucker-Ahorn (Acer saccharum subsp. nigrum) als „American hard maple“ sowie der Rot-Ahorn (Acer rubrum) und der Silber-Ahorn (Acer saccharinum) als American soft maple von Bedeutung. Der Japanische Ahorn (Acer pictum) spielt im ostasiatischen Raum eine zentrale Rolle. Weitere Arten wie der Feld-Ahorn (Acer campestre) haben nur eine untergeordnete oder regionale Bedeutung.
Das Holz des Berg-Ahorns (Acer pseudoplatanus) zählt zu den wertvollen Edellaubhölzern. Gelblich-weiß bis weiß gefärbt, sind die Jahresringe zwar erkennbar, Splint und Kern setzen sich jedoch nicht voneinander ab, sondern sind farbgleich. Das mittelschwere, elastische, zähe, harte Holz schwindet nur gering. Die Biegefestigkeit ist gut. Das Holz ist wenig witterungsbeständig. Die Oberflächen lassen sich gut bearbeiten, leicht polieren, beizen und einfärben. Auch die Behandlung mit Lacken ist problemlos.
Besonders in den 1950er Jahren und in der ersten Hälfte der 1960er waren schlichte wie auch geriegelte (Riegelahorn) Ahornfurniere sehr begehrt für Schlafzimmermöbel, massiv für Schubladen und für Kleinmöbel. Auch als Kontrastholz in Form von Kanten und Zierleisten wurde es oft verwendet. Wegen seiner Tendenz zum relativ raschen Vergilben wurde der Einsatz für die Außenfronten im Möbelbau vermieden. Heute wird es bei hochwertigen Möbeln noch für die Innenauskleidung verwendet. Kunsttischlern dient das Ahornholz für die Herstellung feinster Möbel, wobei es auch für Intarsienarbeiten (Einlegearbeiten) Verwendung findet. Eine spezielle Verwendungsart des Ahorns sind aus Vollholz hergestellte und unlackierte Tischplatten für Wirtshaustische. Parkett aus amerikanischem Hard maple gilt als besonders wertvoll und zeichnet sich durch einen hohen Abnutzungswiderstand aus. Auch für den Treppenbau ist es gut geeignet.
Seit langem wird ausgesuchtes Bergahornholz als Zier- und Resonanzholz zur Herstellung von Musikinstrumenten (Streich-, Zupf- und Blasinstrumente, Schlagzeugkessel) verwendet. Böden, Zargen und Hälse aus Ahorn sind für klassische Streichinstrumente die Regel. Besonders beliebt ist hier Riegelahorn, bei furnierten Teilen auch Vogelaugenahorn. Drechsler, Schnitzer und Bildhauer verwenden für ihre Arbeiten gerne Ahornholz, da hier feine Details ausgearbeitet werden können. Auch für Sport-, Spiel- und Küchengeräte wird das feinporige Holz gebraucht. Starke Äste und krumme Stämme gehen als Industrieholz in die Spanplattenindustrie oder sind als Brennholz begehrt.

### Ahornsirup
Aus dem Saft des in Nordamerika heimischen Zucker-Ahorns (Acer saccharum) wird Ahornsirup gewonnen. Dieser wird durch Einkochen der nach Anzapfen aus dem Stamm austretenden Baumsäfte hergestellt. Eine Zuckergewinnung ist auch aus dem Silber-Ahorn (Acer saccharinum) möglich.

### Ahornkeimlinge
Die in den Monaten Mitte Februar bis Anfang April um die Pflanze im Bodenlaub gesprossenen Ahornkeimlinge werden, bevor sie zu Sämlingen werden, gesammelt und eignen sich zum rohen Verzehr. Die frischen Keimsprossen haben einen herben, kräftigen Geschmack und sind reich an Inhaltsstoffen. Es muss jedoch darauf hingewiesen werden, dass Ahornkeimlinge einiger Spezies mit Hypoglycin einen Giftstoff enthalten.

### Zierpflanzen
Viele Sorten verschiedener Ahorn-Arten werden als Zierpflanzen für Gärten, Parks und Alleen verwendet. Man kann Ahorn-Arten auch als Bonsai bearbeiten. Es gibt eine Vielzahl von buntlaubigen bis zu kugelkronigen Sorten.

### Sonstiges
Veterinärmedizinisch bedeutsam ist die „Red maple toxicosis“ genannte Erkrankung von Tieren nach dem Fressen der welken Blätter des Rot-Ahorns (Acer rubrum).
Nach neueren Erkenntnissen wird durch das in Bergahornsamen und -keimlingen enthaltene Hypoglycin die meist tödlich verlaufende atypische Weidemyopathie beim Pferd ausgelöst.

## Kulturgeschichte

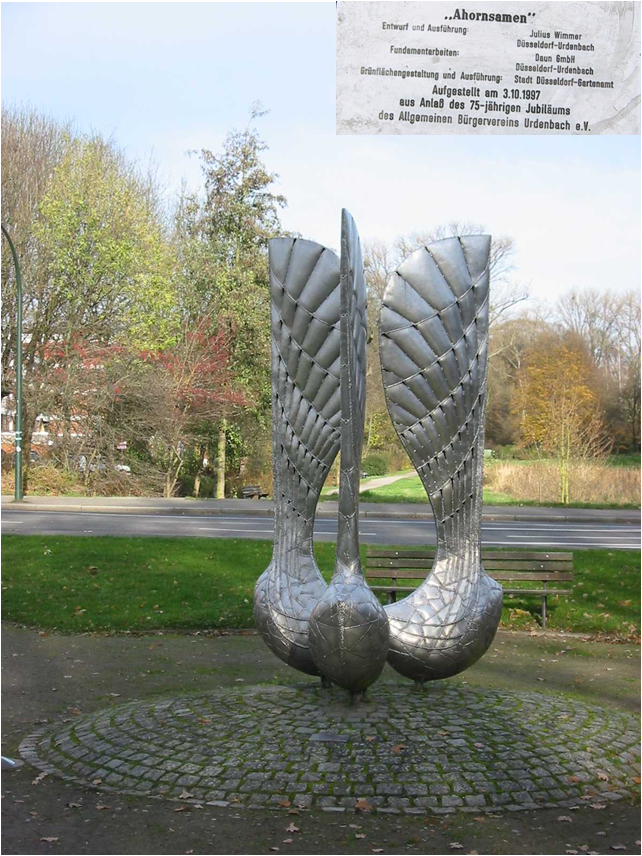
Ahornfrucht als Kunstwerk

Nach dem Volksaberglauben bietet der Ahorn Schutz gegen Hexen. So wurden in Hinterpommern die Türen und Stuben mit Ahorn geschmückt, in Mecklenburg sollten die Hexen von Ställen abgehalten werden, indem Zapfen aus Ahornholz in die Türen und Schwellen eingeschlagen wurden. Der gleiche Effekt sollte erzielt werden, wenn am 24. Juni Ahornzweige an Türen und Fenster gesteckt wurden. Dies sollte auch vor Blitzschlag schützen. Zum Schutz vor Maulwürfen wurden im Revensburgischen Kartoffel- und Flachsfelder mit Ahornzweigen umstellt. Aus dem Elsass ist bekannt, dass Ahornzweige an Türen Fledermäuse vom Hause fernhalten sollten.
In der Volksmedizin werden die am 24. Juni gepflückten Ahornblätter getrocknet und in kochendem Wasser erweicht. Sie gelten bei allen Wunden als heilkräftig.
In Oberbayern glaubte man, dass recht fette Ahornblätter auf eine gute, ergiebige Ernte hinweisen. Ferner ist auch das Begießen der Wurzeln mit Wein überliefert – danach sollte ein Wunsch in Erfüllung gehen.
In der Schweiz ist der Bergahorn zu Trun im Kanton Graubünden berühmt. Unter ihm wurde am 16. Mai 1424 der Obere oder Graue Bund geschworen. 1750 hatte der Baum einen Umfang von 16 Meter. 1824 standen von den ehemals drei Stämmen noch zwei. Als 1870 der beinahe 500-jährige Ahorn durch einen Sturm umgeworfen wurde, wurde an derselben Stelle aus einem Samen des alten ein junger Bergahorn gepflanzt, der dort bis heute steht. 1890 wurde der Wurzelstock des alten Baumes feierlich in den Sitzungssaal des großen Bundes überführt und befindet sich heute im Museum Sursilvan in Trun. 
Auch in Orts- und Flurnamen wird der Ahorn oft verwendet. Im Oberwallis entspricht „Agarn“ und im französischen Gebiet „Ayer“ dem Wort „Ahorn“.

Flagge Kanadas mit dem Ahornblatt

## Symbolik
Das Ahornblatt ist ein Symbol Kanadas und steht in der seit 1965 verwendeten kanadischen Flagge für die ausgedehnten Wälder des Landes. Die Vorlage lieferte wahrscheinlich der Zucker-Ahorn (Acer saccharum). In der chinesischen Kultur gilt der Ahorn als Symbol für Amtswürde.